# I liga argentyńska w piłce nożnej (1931)
W roku 1931 Argentyna miała dwóch mistrzów – jednego mistrza w rozgrywkach ligi amatorskiej organizowanych przez uznawaną przez FIFA organizację Asociación Argentina de Football, a drugiego w rozgrywkach powstałej przed rokiem ligi zawodowej organizowanej przez federację Liga Argentina de Football, której FIFA nie uznawała.
Amatorskim mistrzem Argentyny został klub Estudiantil Porteño Buenos Aires, natomiast tytuł amatorskiego wicemistrza Argentyny zdobył klub Almagro Buenos Aires.
Zawodowym mistrzem Argentyny został klub Boca Juniors, natomiast zawodowym wicemistrzem Argentyny – San Lorenzo de Almagro.
Gdy pierwotna federacja piłkarska zwana Asociación Amateurs Argentina de Football przystąpiła do organizacji rozgrywek ligowych, najsilniejsze kluby pierwszej ligi postanowiły założyć ligę zawodową i wycofały się z rozgrywek. Dnia 10 maja rozegrano pierwszą kolejkę. Nie zdołano jednak rozegrać 17 maja drugiej kolejki, gdyż kluby
Argentinos Juniors, Atlanta Buenos Aires, Boca Juniors, Chacarita Juniors, Defensores de Belgrano Buenos Aires, Estudiantes La Plata, Ferro Carril Oeste, Gimnasia y Esgrima La Plata, CA Huracán, Independiente, Club Atlético Lanús, CA Platense, Quilmes Athletic Buenos Aires, Racing Club de Avellaneda, River Plate, San Lorenzo de Almagro, Talleres Remedios de Escalada, CA Tigre, CA Vélez Sarsfield wystąpiły z federacji Asociación Amateurs Argentina de Football. Założyły one nową federację piłkarską pod nazwą Liga Argentina de Football. Federacja ta zorganizowała pierwsze w historii futbolu argentyńskiego rozgrywki ligi zawodowej. Rozgrywki niedokończonej ligi organizowanej przez amatorską organizację zostały anulowane, a Asociación Amateurs Argentina de Football zmieniła nazwę na Asociación Argentina de Football i umieściła w swym statucie możliwość organizacji rozgrywek zarówno ligi amatorskiej jak i zawodowej. Jako organizacja zrzeszona w FIFA zorganizowała w końcu czerwca własne rozgrywki ligowe. Ten rozbrat w futbolu argentyńskim miał potrwać cztery lata, czyli do momentu, gdy w roku 1935 obie federacje dokonały fuzji tworząc jedną federację.
Konsekwencją tych wydarzeń był skład reprezentacji Argentyny na mistrzostwa świata w 1934 roku. Ponieważ FIFA uznawała tylko federację Asociación Argentina de Football, w reprezentacji nie mogli grać piłkarze z ligi zawodowej organizowanej przez Liga Argentina de Football. Stąd na mistrzostwach w reprezentacji Argentyny grali tylko piłkarze ligi amatorskiej.

## Primera División – liga amatorska
Mistrzem Argentyny w roku 1931 w ramach rozgrywek organizowanych przez Asociación Argentina de Football został klub Estudiantil Porteño Buenos Aires, natomiast tytuł wicemistrza Argentyny zdobył klub Almagro Buenos Aires. Ponieważ oba kluby zdobyły jednakową ilość punktów, konieczne było rozegranie meczu barażowego. Po 4 meczach wycofany został z rozgrywek klub San Isidro Buenos Aires.
Z ligi spadł jeden klub – San Fernando Buenos Aires. Na jego i wykluczonego klubu San Isidro Buenos Aires miejsce awansowały dwa kluby – CA All Boys i Liberal Argentino Buenos Aires. Klub Club Argentino de Lomas (zwany do niedawna Club Argentino de Banfield) połączył się z klubem CA Temperley i w następnym sezonie wystąpił połączony klub Argentino de Temperley.

### Mecze chronologicznie
Dnia 20 maja 1931 roku połączyły się ze sobą kluby Sportivo Buenos Aires i Social y Deportivo Buenos Aires tworząc klub Social y Sportivo Buenos Aires.
| Data                 | Mecz |
| -------------------- | --- |
| 28 czerwca 1931      | Club Argentino de Banfield – Sportivo Barracas Buenos Aires 2:5 |
| 28 czerwca 1931      | Argentino de CA Argentino de Quilmes – Nueva Chicago Buenos Aires 2:1 Hermida (2) – ? |
| 28 czerwca 1931      | CA Estudiantes – Club El Porvenir 1:3 |
| 28 czerwca 1931      | Barracas Central Buenos Aires – San Fernando Buenos Aires 3:1 |
| 28 czerwca 1931      | Colegiales Buenos Aires – Estudiantil Porteño Buenos Aires 1:2 |
| 28 czerwca 1931      | Excursionistas Buenos Aires – CA Banfield 2:2 |
| 28 czerwca 1931      | San Isidro Buenos Aires – Almagro Buenos Aires 1:3 mecz anulowany |
| 28 czerwca 1931      | Social y Sportivo Buenos Aires – CS Palermo 3:0 |
| 5 lipca 1931         | Almagro Buenos Aires – Colegiales Buenos Aires 5:1 |
| 5 lipca 1931         | CA Banfield – Argentino de CA Argentino de Quilmes 1:2 ? – H. Hermida, A. Vázquez |
| 5 lipca 1931         | Defensores de Belgrano Buenos Aires – CA Estudiantes 0:1 |
| 5 lipca 1931         | Estudiantil Porteño Buenos Aires – Barracas Central Buenos Aires 4:3 |
| 5 lipca 1931         | Nueva Chicago Buenos Aires – Club El Porvenir 1:1 ? – Arturo Naveira |
| 5 lipca 1931         | San Fernando Buenos Aires – Club Argentino de Banfield 2:1 |
| 5 lipca 1931         | Sportivo Barracas Buenos Aires – San Isidro Buenos Aires 2:0 mecz anulowany |
| 5 lipca 1931         | CS Palermo – Excursionistas Buenos Aires 1:3 |
| 12 lipca 1931        | CA Banfield – CA Estudiantes 0:2 |
| 12 lipca 1931        | Colegiales Buenos Aires – Argentino de CA Argentino de Quilmes 1:1 ? – A. Vázquez |
| 12 lipca 1931        | Estudiantil Porteño Buenos Aires – San Isidro Buenos Aires 1:1 mecz anulowany |
| 12 lipca 1931        | Excursionistas Buenos Aires – Barracas Central Buenos Aires 2:2 |
| 12 lipca 1931        | Nueva Chicago Buenos Aires – Defensores de Belgrano Buenos Aires 3:2 |
| 12 lipca 1931        | San Fernando Buenos Aires – Almagro Buenos Aires 0:6 |
| 12 lipca 1931        | Social y Sportivo Buenos Aires – Club Argentino de Banfield walkower dla Social y Sportivo Buenos Aires                                                                                               |
| 12 lipca 1931        | CS Palermo – Club El Porvenir 3:3 |
| 19 lipca 1931        | Almagro Buenos Aires – Estudiantil Porteño Buenos Aires 4:1 |
| 19 lipca 1931        | Club Argentino de Banfield – Excursionistas Buenos Aires 0:0 |
| 19 lipca 1931        | Argentino de CA Argentino de Quilmes – Barracas Central Buenos Aires 4:0 |
| 19 lipca 1931        | CA Estudiantes – CS Palermo 0:2 |
| 19 lipca 1931        | Defensores de Belgrano Buenos Aires – CA Banfield 0:1 |
| 19 lipca 1931        | Club El Porvenir – Colegiales Buenos Aires 2:1 Enrique Alvarez, Emilio Novo – ? |
| 19 lipca 1931        | San Isidro Buenos Aires – Social y Sportivo Buenos Aires 1:3 mecz anulowany |
| 19 lipca 1931        | Sportivo Barracas Buenos Aires – San Fernando Buenos Aires 7:2 |
| 26 lipca 1931        | Argentino de CA Argentino de Quilmes – Club Argentino de Banfield 2:0 A. Vázquez, M. Hermida |
| 26 lipca 1931        | CA Banfield – Nueva Chicago Buenos Aires 1:0 |
| 26 lipca 1931        | Barracas Central Buenos Aires – Club El Porvenir 0:1 Alejandro N. de los Santos |
| 26 lipca 1931        | Colegiales Buenos Aires – CA Estudiantes 0:0 |
| 26 lipca 1931        | Estudiantil Porteño Buenos Aires – Sportivo Barracas Buenos Aires 1:1 |
| 26 lipca 1931        | Social y Sportivo Buenos Aires – Almagro Buenos Aires 1:2 |
| 26 lipca 1931        | CS Palermo – Defensores de Belgrano Buenos Aires 2:2 |
| 2 sierpnia 1931      | Almagro Buenos Aires – Excursionistas Buenos Aires 4:0 |
| 2 sierpnia 1931      | CA Estudiantes – Barracas Central Buenos Aires 1:1 |
| 2 sierpnia 1931      | Defensores de Belgrano Buenos Aires – Colegiales Buenos Aires 0:0 |
| 2 sierpnia 1931      | Club El Porvenir – Club Argentino de Banfield 3:0 Arturo Naveira (3) |
| 2 sierpnia 1931      | Nueva Chicago Buenos Aires – CS Palermo 1:0 |
| 2 sierpnia 1931      | San Fernando Buenos Aires – Estudiantil Porteño Buenos Aires 1:3 |
| 2 sierpnia 1931      | Sportivo Barracas Buenos Aires – Social y Sportivo Buenos Aires 2:3 |
| 9 sierpnia 1931      | Club Argentino de Banfield – CA Estudiantes 1:2 |
| 9 sierpnia 1931      | Argentino de CA Argentino de Quilmes – Almagro Buenos Aires 1:2 L. Marsiglia – ?, ? |
| 9 sierpnia 1931      | Barracas Central Buenos Aires – Defensores de Belgrano Buenos Aires 3:2 |
| 9 sierpnia 1931      | Colegiales Buenos Aires – Nueva Chicago Buenos Aires 3:1 |
| 9 sierpnia 1931      | Excursionistas Buenos Aires – Sportivo Barracas Buenos Aires 3:4 |
| 9 sierpnia 1931      | Social y Sportivo Buenos Aires – San Fernando Buenos Aires 1:0 |
| 9 sierpnia 1931      | CS Palermo – CA Banfield 5:0 |
| 16 sierpnia 1931     | Almagro Buenos Aires – Club El Porvenir 3:1 ?, ? – Penzotto |
| 16 sierpnia 1931     | CA Banfield – Colegiales Buenos Aires 2:2 |
| 16 sierpnia 1931     | Defensores de Belgrano Buenos Aires – Club Argentino de Banfield 0:2 |
| 16 sierpnia 1931     | Estudiantil Porteño Buenos Aires – Social y Sportivo Buenos Aires 4:0 |
| 16 sierpnia 1931     | Nueva Chicago Buenos Aires – Barracas Central Buenos Aires 1:0 |
| 16 sierpnia 1931     | San Fernando Buenos Aires – Excursionistas Buenos Aires 1:4 |
| 16 sierpnia 1931     | Sportivo Barracas Buenos Aires – Argentino de CA Argentino de Quilmes 3:0 |
| 30 sierpnia 1931     | Club Argentino de Banfield – Nueva Chicago Buenos Aires 2:2 |
| 30 sierpnia 1931     | Argentino de CA Argentino de Quilmes – San Fernando Buenos Aires 3:1 J. C. Gutiérrez (2), M. Hermida – > mecz rozegrany został na stadionie klubu Sportivo Barracas Buenos Aires                      |
| 30 sierpnia 1931     | CA Estudiantes – Almagro Buenos Aires 0:1 |
| 30 sierpnia 1931     | Barracas Central Buenos Aires – CA Banfield 2:0 |
| 30 sierpnia 1931     | Club El Porvenir – Sportivo Barracas Buenos Aires 1:0 |
| 30 sierpnia 1931     | Excursionistas Buenos Aires – Estudiantil Porteño Buenos Aires 0:1 |
| 13 września 1931     | Club Argentino de Lomas – Estudiantil Porteño Buenos Aires 0:2 |
| 13 września 1931     | Argentino de CA Argentino de Quilmes – CS Palermo 2:0 A. Vázquez, M. Groppa |
| 13 września 1931     | CA Estudiantes – Nueva Chicago Buenos Aires 1:0 |
| 13 września 1931     | Barracas Central Buenos Aires – Social y Sportivo Buenos Aires 1:4 mecz przerwany – 23 grudnia 1931 podjęto decyzję, że wynik zostanie zachowany                                                      |
| 13 września 1931     | Club El Porvenir – CA Banfield 2:2 Emilio Novo, Rodríguez – ?, ? |
| 13 września 1931     | Excursionistas Buenos Aires – Colegiales Buenos Aires 5:2 |
| 29 września 1931     | Almagro Buenos Aires – Nueva Chicago Buenos Aires 2:3 |
| 29 września 1931     | Excursionistas Buenos Aires – Defensores de Belgrano Buenos Aires 0:1 |
| 29 września 1931     | San Fernando Buenos Aires – Colegiales Buenos Aires 0:1 |
| 29 września 1931     | Social y Sportivo Buenos Aires – CA Estudiantes 1:0 |
| 29 września 1931     | Sportivo Barracas Buenos Aires – Barracas Central Buenos Aires 1:1 |
| 4 października 1931  | Argentino de CA Argentino de Quilmes – Social y Sportivo Buenos Aires 0:2 |
| 4 października 1931  | CA Estudiantes – San Fernando Buenos Aires 3:1 |
| 4 października 1931  | CA Banfield – Club Argentino de Lomas 0:3 |
| 4 października 1931  | Barracas Central Buenos Aires – Colegiales Buenos Aires 2:1 |
| 4 października 1931  | Excursionistas Buenos Aires – Club El Porvenir 3:1 mecz przerwano w 75 minucie – 4 listopada 1931 roku zdecydowano o zachowaniu wyniku                                                                |
| 4 października 1931  | Nueva Chicago Buenos Aires – Estudiantil Porteño Buenos Aires 2:2 |
| 4 października 1931  | CS Palermo – Almagro Buenos Aires 2:1 |
| 11 października 1931 | Almagro Buenos Aires – Club Argentino de Lomas 4:0 |
| 11 października 1931 | CA Banfield – Social y Sportivo Buenos Aires 1:3 |
| 11 października 1931 | Colegiales Buenos Aires – Sportivo Barracas Buenos Aires 3:3 |
| 11 października 1931 | Defensores de Belgrano Buenos Aires – Argentino de CA Argentino de Quilmes 1:1 |
| 11 października 1931 | Club El Porvenir – Estudiantil Porteño Buenos Aires 1:2 Mario Lenders – ?, ? |
| 11 października 1931 | San Fernando Buenos Aires – Nueva Chicago Buenos Aires 1:2 |
| 11 października 1931 | CS Palermo – Barracas Central Buenos Aires 2:2 |
| 18 października 1931 | CA Banfield – Almagro Buenos Aires 1:5 |
| 18 października 1931 | Barracas Central Buenos Aires – Club Argentino de Lomas 2:1 |
| 18 października 1931 | Club El Porvenir – Argentino de CA Argentino de Quilmes 4:0 Mario Lenders (2), Rodríguez, Alvarez |
| 18 października 1931 | Estudiantil Porteño Buenos Aires – Defensores de Belgrano Buenos Aires 1:0 |
| 18 października 1931 | Nueva Chicago Buenos Aires – Excursionistas Buenos Aires 2:1 |
| 18 października 1931 | Social y Sportivo Buenos Aires – Colegiales Buenos Aires 1:0 |
| 18 października 1931 | Sportivo Barracas Buenos Aires – CA Estudiantes 3:3 |
| 18 października 1931 | CS Palermo – San Fernando Buenos Aires 3:0 |
| 25 października 1931 | Barracas Central Buenos Aires – Almagro Buenos Aires 0:1 |
| 25 października 1931 | Colegiales Buenos Aires – CS Palermo 4:2 |
| 25 października 1931 | Defensores de Belgrano Buenos Aires – Sportivo Barracas Buenos Aires 3:0 |
| 25 października 1931 | San Fernando Buenos Aires – CA Banfield 0:4 mecz rozegrany został na stadionie klubu Excursionistas Buenos Aires                                                                                      |
| 1 listopada 1931     | Club Argentino de Lomas – CS Palermo 0:1 |
| 1 listopada 1931     | Argentino de CA Argentino de Quilmes – CA Estudiantes 4:2 S. Petrucelli (2), J. C. Gutiérrez, J. Echeverría – ?, ? mecz przerwany w 30 minucie – 4 listopada 1931 podjeto decyzję o zachowaniu wyniku |
| 1 listopada 1931     | Club El Porvenir – Defensores de Belgrano Buenos Aires 3:1 |
| 1 listopada 1931     | Estudiantil Porteño Buenos Aires – CA Banfield 4:2 |
| 1 listopada 1931     | Nueva Chicago Buenos Aires – Sportivo Barracas Buenos Aires 1:0 |
| 1 listopada 1931     | Social y Sportivo Buenos Aires – Excursionistas Buenos Aires 1:3 |
| 4 listopada 1931     | Excursionistas Buenos Aires – Club El Porvenir walkower dla Excursionistas mecz zakończony wynikiem 3:1, zweryfikowany na walkower                                                                    |
| 13 listopada 1931    | Colegiales Buenos Aires – Club Argentino de Lomas walkower dla Colegiales |
| 22 listopada 1931    | CA Estudiantes – Excursionistas Buenos Aires 3:4 |
| 22 listopada 1931    | CA Banfield – Sportivo Barracas Buenos Aires 4:5 |
| 22 listopada 1931    | Defensores de Belgrano Buenos Aires – Almagro Buenos Aires 1:2 |
| 22 listopada 1931    | Estudiantil Porteño Buenos Aires – CS Palermo 2:1 |
| 22 listopada 1931    | Social y Sportivo Buenos Aires – Club El Porvenir 0:1 González |
| 29 listopada 1931    | Almagro Buenos Aires – Sportivo Barracas Buenos Aires 3:1 |
| 29 listopada 1931    | San Fernando Buenos Aires – Club El Porvenir 3:7 ?, ? – González (4), Rodríguez (2), Merlo |
| 29 listopada 1931    | Social y Sportivo Buenos Aires – Nueva Chicago Buenos Aires 6:2 |
| 13 grudnia 1931      | Estudiantil Porteño Buenos Aires – CA Estudiantes 2:1 |
| 13 grudnia 1931      | Excursionistas Buenos Aires – Argentino de CA Argentino de Quilmes 6:2 |
| 13 grudnia 1931      | San Fernando Buenos Aires – Defensores de Belgrano Buenos Aires walkower dla Defensores de Belgrano                                                                                                   |
| 16 grudnia 1931      | Defensores de Belgrano Buenos Aires – Social y Sportivo Buenos Aires walkower dla Social y Sportivo Buenos Aires                                                                                      |
| 16 grudnia 1931      | Sportivo Barracas Buenos Aires – CS Palermo walkower dla CS Palermo |
| 20 grudnia 1931      | Estudiantil Porteño Buenos Aires – Argentino de CA Argentino de Quilmes walkower dla Estudiantil Porteño                                                                                              |

- w trzeciej dekadzie września 1931 roku klub Club Argentino de Banfield zmienił nazwę na Club Argentino de Lomas.

### Końcowa tabela ligi amatorskiej sezonu 1931
| Poz | Klub                                 | Mecze | Zw | Rem | Por | Pkt | BrZd | BrStr |
| --- | ------------------------------------ | ----- | -- | --- | --- | --- | ---- | ----- |
| 1   | Estudiantil Porteño Buenos Aires     | 15    | 12 | 2   | 1   | 26  | 31   | 17    |
| 2   | Almagro Buenos Aires                 | 15    | 13 | 0   | 2   | 26  | 45   | 13    |
| 3   | Social y Sportivo Buenos Aires       | 15    | 11 | 0   | 4   | 22  | 26   | 16    |
| 4   | Club El Porvenir                     | 15    | 9  | 3   | 3   | 21  | 34   | 20    |
| 5   | Excursionistas Buenos Aires          | 15    | 7  | 3   | 5   | 17  | 36   | 27    |
| 6   | Nueva Chicago Buenos Aires           | 15    | 7  | 3   | 5   | 17  | 22   | 24    |
| 7   | Argentino de CA Argentino de Quilmes | 15    | 7  | 2   | 6   | 16  | 24   | 24    |
| 8   | CS Palermo                           | 15    | 6  | 3   | 6   | 15  | 24   | 23    |
| 9   | Sportivo Barracas Buenos Aires       | 15    | 5  | 4   | 6   | 14  | 35   | 30    |
| 10  | Barracas Central Buenos Aires        | 15    | 5  | 4   | 6   | 14  | 22   | 26    |
| 11  | CA Estudiantes                       | 15    | 5  | 3   | 7   | 13  | 20   | 23    |
| 12  | Colegiales Buenos Aires              | 15    | 4  | 5   | 6   | 13  | 20   | 26    |
| 13  | Defensores de Belgrano Buenos Aires  | 15    | 3  | 3   | 9   | 9   | 13   | 19    |
| 14  | CA Banfield                          | 15    | 3  | 3   | 9   | 9   | 21   | 37    |
| 15  | Club Argentino de Lomas              | 15    | 2  | 2   | 11  | 6   | 12   | 25    |
| 16  | San Fernando Buenos Aires            | 15    | 1  | 0   | 14  | 2   | 13   | 48    |

Wobec równej liczby punktów rozegrano mecz barażowy o tytuł mistrza Argentyny.
| Data            | Mecz |
| --------------- | --- |
| 27 grudnia 1931 | Estudiantil Porteño Buenos Aires – Almagro Buenos Aires 3:1 (1:1) mecz rozegrany został na stadionie klubu Sportivo Barracas Widzów: 4000 Sędzia: Cirilo Garigliano Bramki: 1:0 Francisco Martínez 25, 1:1 Mateo Fernández 42, 2:1 Julio Bissio 70, 3:1 Francisco Martínez 84 Club Atlético Estudiantil Porteño: José A. Bolgues – José Migliozzi, Alberto Bellomo, Pedro Martínez, Fidel Corátolo, José Gargiulo, Raúl Costa, Julio Bissio, Francisco Martínez, Oscar Mapelli, Carlos Spadaro. Club Almagro: Cándido De Nicola – Francisco Santoro, Humberto Recantini, Mateo Fernández, Carlos Gros, José Aceto; Héctor Oro, Vicente Pérez, Félix Varalli, José Ciancio, Oscar Correa. |

Mistrzem Argentyny został klub Estudiantil Porteño Buenos Aires.

## Primera División – liga zawodowa
Pierwsze w historii zawodowe rozgrywki ligowe w futbolu argentyńskim. Rozgrywki te zorganizowała nie uznawana przez FIFA federacja piłkarska Liga Argentina de Football.
Mistrzem Argentyny w roku 1931 w ramach rozgrywek organizowanych przez Liga Argentina de Football został klub Boca Juniors, natomiast tytuł wicemistrza Argentyny zdobył klub San Lorenzo de Almagro. Boca Juniors to pierwszy w historii zawodowy mistrz Argentyny.

### Kolejka 1
| Data            | Mecz |
| --------------- | --- |
| 31 maja 1931    | Atlanta Buenos Aires – River Plate 0:1 Vicente Locasso Sędzia: Servando Pérez – Widzowie: 3900                                                                              |
| 31 maja 1931    | Boca Juniors – Chacarita Juniors 0:0 Sędzia: Consolatto Nai Foino – Widzowie: 12 800                                                                                        |
| 31 maja 1931    | Estudiantes La Plata – Talleres Remedios de Escalada 3:0 Alberto Zozaya, Miguel A. Lauri, Alejandro Scopelli Sędzia: Alberto Neme – Widzowie: 3800                          |
| 31 maja 1931    | Ferro Carril Oeste – Argentinos Juniors 2:0 Roberto Varela, Alfonso Lorenzo Sędzia: Juan Barbera – Widzowie: 1300                                                           |
| 31 maja 1931    | Club Atlético Lanús – Gimnasia y Esgrima La Plata 1:2 Horacio Cantil s – Alberto Palomino (2) Sędzia: Lorenzo Martínez – Widzowie: 1300                                     |
| 31 maja 1931    | CA Platense – CA Vélez Sarsfield 1:0 Guillermo Giménez Sędzia: José Bartolomé Macías – Widzowie: 2600                                                                       |
| 31 maja 1931    | Quilmes Athletic Buenos Aires – CA Huracán 0:4 Herminio Masantonio (2), Orestes Propato, José Enríquez s Sędzia: Alfredo D'Espósito – Widzowie: 1700                        |
| 9 stycznia 1932 | San Lorenzo de Almagro – CA Tigre 4:2 Fernando Rivas, Diego García, Alfio Foresto, Antonio Pérez – Juan Carlos Haedo, Domingo Pérez Sędzia: Aníbal Rotondo – Widzowie: 2100 |
| 31 maja 1931    | Independiente – Racing Club de Avellaneda 1:4 Manuel Seoane – Alfredo Devicenzi (2), Alberto Fassora (2) Sędzia: José Bartolomé Macías – Widzowie: 16 700                   |

### Kolejka 2
| Data           | Mecz |
| -------------- | --- |
| 4 czerwca 1931 | Argentinos Juniors – Independiente 1:1 José Gatti – Luis Ravaschino Sędzia: Enrique Lińeyro – Widzowie: 4200                                                                                    |
| 4 czerwca 1931 | Chacarita Juniors – Atlanta Buenos Aires 1:3 Andrés Stagnaro – José Casullo (2), Guido Baztarrica mecz rozegrany został na stadionie klubu Platense Sędzia: Alfredo D'Espósito – Widzowie: 2500 |
| 4 czerwca 1931 | Gimnasia y Esgrima La Plata – Boca Juniors 3:2 Ramon Muttis s, Carlos Giúdice, Alberto Palomino – Florentino Vargas (2) Sędzia: Ricardo Riestra – Widzowie: 9900                                |
| 4 czerwca 1931 | CA Huracán – Ferro Carril Oeste 0:1 José Larrañaga Sędzia: Consolatto Nai Foino – Widzowie: 3600                                                                                                |
| 4 czerwca 1931 | Quilmes Athletic Buenos Aires – Club Atlético Lanús 4:1 Humberto Caciópoli (2), Vicente Zito (2) – José Mórsica Sędzia: Servando Pérez – Widzowie: 1100                                         |
| 4 czerwca 1931 | Racing Club de Avellaneda – CA Platense 5:1 Carlos Caratti, Benjamín Grossi, Natalio Perinetti (2), Pedro Ochoa – Ernesto Belis Sędzia: Lorenzo Martínez – Widzowie: 7000                       |
| 4 czerwca 1931 | River Plate – Estudiantes La Plata 2:1 Antonio Ganduglia (2) – Enrique Guaita Sędzia: Eduardo Forte – Widzowie: 15 400                                                                          |
| 4 czerwca 1931 | Talleres Remedios de Escalada – San Lorenzo de Almagro 3:1 Ángel Lombardi, Hugo Lamanna (2) – Diego García Sędzia: José Bartolomé Macías – Widzowie: 2100                                       |
| 4 czerwca 1931 | CA Vélez Sarsfield – CA Tigre 3:2 Saúl Quiroga, Lamazou, Alberto Cuello – Tiseira, Juan Carlos Haedo k Sędzia: Alberto Neme – Widzowie: 1300                                                    |

### Kolejka 3
| Data           | Mecz |
| -------------- | --- |
| 7 czerwca 1931 | Atlanta Buenos Aires – Gimnasia y Esgrima La Plata 0:0 Sędzia: Juan Barbera – Widzowie: 3500                                                                               |
| 7 czerwca 1931 | Boca Juniors – Quilmes Athletic Buenos Aires 5:1 Antonio Alberino (2), Roberto Cherro (2), Domingo Tarasconi k – Juan Mandile Sędzia: Alberto Rojo Miró – Widzowie: 10 200 |
| 7 czerwca 1931 | Estudiantes La Plata – Chacarita Juniors 7:0 Alberto Zozaya (4), Manuel Ferreira, Horacio Tellechea, Alejandro Scopelli Sędzia: Enrique Lińeyro – Widzowie: 4400           |
| 7 czerwca 1931 | Ferro Carril Oeste – Club Atlético Lanús 3:0 Oscar Sciarra (2), Enrique Gainzaraín Sędzia: Alberto Neme – Widzowie: 1700                                                   |
| 7 czerwca 1931 | Independiente – CA Huracán 3:1 Luis Ravaschino, Felipe Cherro, Antonio Sastre – Vicente Pérez Sędzia: Ricardo Riestra – Widzowie: 8900                                     |
| 7 czerwca 1931 | CA Platense – Argentinos Juniors 0:2 Armando Tarrío, Juan Meraldi Sędzia: Alfredo D'Espósito – Widzowie: 2300                                                              |
| 7 czerwca 1931 | San Lorenzo de Almagro – CA Vélez Sarsfield 3:0 Diego García, José Fossa k, Francisco Corsetti Sędzia: Servando Pérez – Widzowie: 3500                                     |
| 7 czerwca 1931 | Talleres Remedios de Escalada – River Plate 1:3 Hugo Lamanna – Alberto Rival, Francisco Gondar, Pedro Marassi Sędzia: Aníbal Rotondo – Widzowie: 4800                      |
| 7 czerwca 1931 | CA Tigre – Racing Club de Avellaneda 1:0 Domingo Pérez mecz rozegrany został na stadionie klubu River Plate Sędzia: Eduardo Forte – Widzowie: 9400                         |

### Kolejka 4
| Data            | Mecz |
| --------------- | --- |
| 14 czerwca 1931 | Argentinos Juniors – CA Tigre 1:0 José Luis Rodríguez Sędzia: Servando Pérez – Widzowie: 1200 |
| 14 czerwca 1931 | Chacarita Juniors – Talleres Remedios de Escalada 1:3 Pedro Stochetti – Hugo Lamanna, José D’Abate, Ángel Lombardi mecz rozegrany został na stadionie klubu Atlanta Sędzia: Eduardo Forte – Widzowie: 1900 |
| 14 czerwca 1931 | Ferro Carril Oeste – Boca Juniors 1:2 Oscar Sciarra – Domingo Tarasconi, Francisco Varallo mecz rozegrany został na stadionie klubu San Lorenzo de Almagro Sędzia: Consolatto Nai Foino – Widzowie: 18 800 |
| 14 czerwca 1931 | Gimnasia y Esgrima La Plata – Estudiantes La Plata 1:1 Ismael Morgada – Enrique Guaita Sędzia: Ricardo Riestra – Widzowie: 19 700                                                                          |
| 14 czerwca 1931 | CA Huracán – CA Platense 1:0 Herminio Masantonio Sędzia: Aníbal Rotondo – Widzowie: 3100 |
| 14 czerwca 1931 | Club Atlético Lanús – Independiente 0:2 Luis Ravaschino, Alberto Lalín Sędzia: Alberto Neme – Widzowie: 6900                                                                                               |
| 14 czerwca 1931 | Quilmes Athletic Buenos Aires – Atlanta Buenos Aires 1:0 Luis Ravello Sędzia: Ricardo Espínola – Widzowie: 1500                                                                                            |
| 14 czerwca 1931 | Racing Club de Avellaneda – CA Vélez Sarsfield 6:0 Natalio Perinetti (2), Benjamín Grossi, Pedro Ochoa, Vicente Del Giúdice, Carlos Caratti Sędzia: Lorenzo Martínez – Widzowie: 5700                      |
| 14 czerwca 1931 | River Plate – San Lorenzo de Almagro 2:0 Alberto Rival (2) Sędzia: José Bartolomé Macías – Widzowie: 15 700                                                                                                |

### Kolejka 5
| Data            | Mecz |
| --------------- | --- |
| 28 czerwca 1931 | Atlanta Buenos Aires – Ferro Carril Oeste 1:4 Guido Baztarrica – Enrique Gainzaraín (2), Oscar Sciarra, Vicente Ardisana Sędzia: Eduardo Forte – Widzowie: 2100                                         |
| 28 czerwca 1931 | Estudiantes La Plata – Quilmes Athletic Buenos Aires 2:0 Alejandro Scopelli, Raúl Estevarena Sędzia: Enrique Lińeyro – Widzowie: 4900                                                                   |
| 28 czerwca 1931 | Independiente – Boca Juniors 2:3 Manuel Seoane, Luis Ravaschino – Domingo Tarasconi (2, 1k), Francisco Varallo Sędzia: Ricardo Riestra – Widzowie: 39 700                                               |
| 28 czerwca 1931 | CA Platense – Club Atlético Lanús 1:2 Ubaldo Landolfi – José Bussi, Osvaldo Larroca Sędzia: José Bartolomé Macías – Widzowie: 2300                                                                      |
| 28 czerwca 1931 | River Plate – Chacarita Juniors 2:3 Carlos Peucelle, Pedro Marassi – Emilio Sampayo (3) Sędzia: Alberto Neme – Widzowie: 8200                                                                           |
| 28 czerwca 1931 | San Lorenzo de Almagro – Racing Club de Avellaneda 5:1 José Fossa k, Santiago Martín, Arturo Arrieta, José Galíndez, José B. Cortecci – Vicente Del Giúdice Sędzia: Lorenzo Martínez – Widzowie: 19 200 |
| 28 czerwca 1931 | Talleres Remedios de Escalada – Gimnasia y Esgrima La Plata 1:2 Luis Zubizarreta – Carlos Giúdice (2) Sędzia: Servando Pérez – Widzowie: 2100                                                           |
| 28 czerwca 1931 | CA Tigre – CA Huracán 2:0 Domingo Pérez (2) Sędzia: Alfredo D'Espósito – Widzowie: 1900 |
| 28 czerwca 1931 | CA Vélez Sarsfield – Argentinos Juniors 1:0 Eduardo Spraggón Sędzia: Néstor Roldán – Widzowie: 1200 |

### Kolejka 6
| Data         | Mecz |
| ------------ | --- |
| 5 lipca 1931 | Argentinos Juniors – Racing Club de Avellaneda 4:3 José Gatti, Armando Tarrío, Enrique Ruffo, José Luis Rodríguez – Vicente Del Giúdice (2), Natalio Perinetti mecz rozegrany został na stadionie klubu San Lorenzo de Almagro Sędzia: Ricardo Espínola – Widzowie: 7000 |
| 5 lipca 1931 | Boca Juniors – CA Platense 4:1 Francisco Varallo, Antonio Alberino (2), Roberto Cherro – Luis A. Sánchez Sędzia: Lorenzo Martínez – Widzowie: 10 100 |
| 5 lipca 1931 | Chacarita Juniors – San Lorenzo de Almagro 0:1 Diego García mecz rozegrany został na stadionie klubu River Plate Sędzia: Servando Pérez – Widzowie: 12 100 |
| 5 lipca 1931 | Ferro Carril Oeste – Estudiantes La Plata 2:5 Vicente Ardisana, Enrique Gainzaraín – Alejandro Scopelli (3), Manuel Ferreira, Enrique Guaita Sędzia: Alberto Neme – Widzowie: 7200                                                                                       |
| 5 lipca 1931 | Gimnasia y Esgrima La Plata – River Plate 0:1 Carlos Peucelle Sędzia: Alfredo D'Espósito – Widzowie: 11 400 |
| 5 lipca 1931 | CA Huracán – CA Vélez Sarsfield 1:0 Hugo Settis Sędzia: José Bartolomé Macías – Widzowie: 2600 |
| 5 lipca 1931 | Independiente – Atlanta Buenos Aires 6:1 Luis Ravaschino (3), Felipe Cherro k, Manuel Seoane, Juan Betinotti – Benjamín Delgado Sędzia: Enrique Lińeyro – Widzowie: 3400                                                                                                 |
| 5 lipca 1931 | Club Atlético Lanús – CA Tigre 0:0 Sędzia: Aníbal Rotondo – Widzowie: 1600 |
| 5 lipca 1931 | Quilmes Athletic Buenos Aires – Talleres Remedios de Escalada 1:0 Juan Arrillaga Sędzia: Eduardo Forte – Widzowie: 400 |

### Kolejka 7
| Data         | Mecz |
| ------------ | --- |
| 9 lipca 1931 | Chacarita Juniors – Gimnasia y Esgrima La Plata 1:0 Pedro Stochetti mecz rozegrany został na stadionie klubu Argentinos Juniors Sędzia: Eduardo Forte – Widzowie: 2800                       |
| 9 lipca 1931 | Estudiantes La Plata – Independiente 5:2 Alberto Zozaya, Alejandro Scopelli (2), Manuel Ferreira, Enrique Guaita – Luis Ravaschino, Juan Betinotti Sędzia: Aníbal Rotondo – Widzowie: 12 000 |
| 9 lipca 1931 | CA Platense – Atlanta Buenos Aires 3:0 Miguel Baragnano, Ubaldo Landolfi, Luis A. Sánchez Sędzia: Alberto Rojo Miró – Widzowie: 2100                                                         |
| 9 lipca 1931 | Racing Club de Avellaneda – CA Huracán 1:0 Vicente Del Giúdice k Sędzia: Servando Pérez – Widzowie: 7000                                                                                     |
| 9 lipca 1931 | River Plate – Quilmes Athletic Buenos Aires 1:2 Carlos Peucelle – Juan Arrillaga, Luis Ravello Sędzia: Ricardo Riestra – Widzowie: 6600                                                      |
| 9 lipca 1931 | San Lorenzo de Almagro – Argentinos Juniors 4:0 José B. Cortecci (2), Luis Sampayo, Diego García Sędzia: Consolatto Nai Foino – Widzowie: 4200                                               |
| 9 lipca 1931 | Talleres Remedios de Escalada – Ferro Carril Oeste 3:2 Hugo Lamanna (2), Eduardo Vázquez – Pedro Chalú (2) Sędzia: José Bartolomé Macías – Widzowie: 1200                                    |
| 9 lipca 1931 | CA Tigre – Boca Juniors 2:2 Juan Carlos Haedo, Gregorio Maidana – Florentino Vargas (2) mecz rozegrany został na stadionie klubu Huracán Sędzia: Enrique Lińeyro – Widzowie: 9600            |
| 9 lipca 1931 | CA Vélez Sarsfield – Club Atlético Lanús 3:3 Saúl Quiroga (2), Luciano Aranda – Alberto Bussi, José Bussi (2) Sędzia: Alberto Neme – Widzowie: 1500                                          |

### Kolejka 8
| Data          | Mecz |
| ------------- | --- |
| 12 lipca 1931 | Atlanta Buenos Aires – CA Tigre 2:2 Guido Baztarrica, Juan B. Romano – Juan Carlos Haedo, Santiago Belardinelli Sędzia: Aníbal Rotondo – Widzowie: 1600                         |
| 12 lipca 1931 | Boca Juniors – CA Vélez Sarsfield 4:2 Roberto Cherro, Alfredo Trujillo, Florentino Vargas (2) – Luciano Aranda, Fussani Sędzia: Lorenzo Martínez – Widzowie: 7900               |
| 12 lipca 1931 | Ferro Carril Oeste – River Plate 0:0 mecz rozegrany został na stadionie klubu San Lorenzo de Almagro Sędzia: Juan Barbera – Widzowie: 14 900                                    |
| 12 lipca 1931 | Gimnasia y Esgrima La Plata – San Lorenzo de Almagro 2:2 Carlos Giúdice (2) – José B. Cortecci, Diego García Sędzia: Alberto Neme – Widzowie: 7900                              |
| 12 lipca 1931 | CA Huracán – Argentinos Juniors 0:1 Enrique Ruffo Sędzia: Luis Celleri – Widzowie: 2000                                                                                         |
| 12 lipca 1931 | Independiente – Talleres Remedios de Escalada 1:0 Manuel Ramos Sędzia: Eduardo Forte – Widzowie: 5600                                                                           |
| 12 lipca 1931 | Club Atlético Lanús – Racing Club de Avellaneda 3:0 Osvaldo Larroca k, José Bussi, Alberto Bussi Sędzia: José Bartolomé Macías – Widzowie: 5700                                 |
| 12 lipca 1931 | CA Platense – Estudiantes La Plata 0:4 Alejandro Scopelli (2), Alberto Zozaya, Miguel A. Lauri Sędzia: Enrique Lińeyro – Widzowie: 8000                                         |
| 12 lipca 1931 | Quilmes Athletic Buenos Aires – Chacarita Juniors 6:1 Leonardo Sandoval (2), Luis Ravello (2), Juan Arrillaga, Carlos Alaniz – Cruz Sędzia: Alfredo D'Espósito – Widzowie: 2100 |

### Kolejka 9
| Data          | Mecz |
| ------------- | --- |
| 19 lipca 1931 | Argentinos Juniors – Club Atlético Lanús 1:0 Alberto Bravo Sędzia: Enrique Lińeyro – Widzowie: 1600 |
| 19 lipca 1931 | Chacarita Juniors – Ferro Carril Oeste 4:3 Juan Gil (2), Pedro Stochetti, Luis Gómez – Francisco Martínez (2), Alfredo Péndola mecz rozegrany został na stadionie klubu Atlanta Sędzia: José Bartolomé Macías – Widzowie: 2200 |
| 19 lipca 1931 | Gimnasia y Esgrima La Plata – Quilmes Athletic Buenos Aires 1:4 Carlos Giúdice – Luis Ravello, Leonardo Sandoval, Juan Arrillaga, Juan Mandile Sędzia: Ricardo Riestra – Widzowie: 4600                                        |
| 19 lipca 1931 | Racing Club de Avellaneda – Boca Juniors 1:2 Benjamín Grossi – Florentino Vargas (2) Sędzia: Lorenzo Martínez – Widzowie: 29 000                                                                                               |
| 19 lipca 1931 | River Plate – Independiente 1:0 Pedro Marassi Sędzia: Servando Pérez – Widzowie: 22 200 |
| 19 lipca 1931 | San Lorenzo de Almagro – CA Huracán 3:0 Emilio Moyano s, José B. Cortecci, Arturo Arrieta Sędzia: Eduardo Forte – Widzowie: 9700                                                                                               |
| 19 lipca 1931 | Talleres Remedios de Escalada – CA Platense 1:0 Hugo Lamanna Sędzia: Néstor Roldán – Widzowie: 1400 |
| 19 lipca 1931 | CA Tigre – Estudiantes La Plata 1:0 Santiago Belardinelli mecz rozegrany został na stadionie klubu Boca Juniors Sędzia: Enrique Diez – Widzowie: 5900                                                                          |
| 19 lipca 1931 | CA Vélez Sarsfield – Atlanta Buenos Aires 6:1 Luciano Aranda, Eduardo Spraggón (2), Oscar Luppo (2), Saúl Quiroga – José M. Casullo Sędzia: Luis Celleri – Widzowie: 1500                                                      |

### Kolejka 10
| Data          | Mecz |
| ------------- | --- |
| 26 lipca 1931 | Atlanta Buenos Aires – Racing Club de Avellaneda 1:0 Roberto Santillán mecz rozegrany został na stadionie klubu Huracán Sędzia: Juan Barbera – Widzowie: 5100                    |
| 26 lipca 1931 | Boca Juniors – Argentinos Juniors 2:1 Francisco Varallo (2, 1k) – Armando Tarrío Sędzia: Ricardo Riestra – Widzowie: 12 200                                                      |
| 26 lipca 1931 | Estudiantes La Plata – CA Vélez Sarsfield 2:1 Alejandro Scopelli, Miguel Lauri – Saúl Quiroga Sędzia: Consolatto Nai Foino – Widzowie: 5100                                      |
| 26 lipca 1931 | Ferro Carril Oeste – Gimnasia y Esgrima La Plata 0:0 mecz rozegrany został na stadionie klubu River Plate Sędzia: Enrique Lińeyro – Widzowie: 2700                               |
| 26 lipca 1931 | Independiente – Chacarita Juniors 1:1 Luis Ravaschino – Andrés Stagnaro Sędzia: Eduardo Forte – Widzowie: 4400                                                                   |
| 26 lipca 1931 | Club Atlético Lanús – CA Huracán 3:2 Luis Federico (2), Jorge Bottín – Herminio Masantonio (2) Sędzia: Ricardo Espínola – Widzowie: 2300                                         |
| 26 lipca 1931 | CA Platense – River Plate 2:1 Tomás Beristain, Nicolás Ferrara – Antonio Ganduglia Sędzia: José Bartolomé Macías – Widzowie: 7300                                                |
| 26 lipca 1931 | San Lorenzo de Almagro – Quilmes Athletic Buenos Aires 5:2 Arturo Arrieta (2), José B. Cortecci, Juan Rizzi – Vicente Zito, Luis Ravello Sędzia: Servando Pérez – Widzowie: 9800 |
| 26 lipca 1931 | CA Tigre – Talleres Remedios de Escalada 2:0 Roberto Olmo, Santiago Belardinelli Sędzia: Roberto Fernández – Widzowie: 1600                                                      |

### Kolejka 11
| Data            | Mecz |
| --------------- | --- |
| 2 sierpnia 1931 | Argentinos Juniors – Atlanta Buenos Aires 1:1 José L. Rodríguez – Roberto Santillán Sędzia: Ricardo Espínola – Widzowie: 1700                                                                              |
| 2 sierpnia 1931 | Chacarita Juniors – CA Platense 0:0 mecz rozegrany został na stadionie klubu Atlanta Sędzia: Eduardo Forte – Widzowie: 4000                                                                                |
| 2 sierpnia 1931 | Gimnasia y Esgrima La Plata – Independiente 2:1 Ismael Morgada, Carlos Giúdice – Manuel Ramos Sędzia: Luis Celleri – Widzowie: 5700                                                                        |
| 2 sierpnia 1931 | CA Huracán – Boca Juniors 1:2 Juan C. Villanueva – Roberto Cherro, Manuel Trujillo Sędzia: Roberto Fernández – Widzowie: 15 300                                                                            |
| 2 sierpnia 1931 | Club Atlético Lanús – San Lorenzo de Almagro 1:4 Alberto Bussi – Diego García (2),Santiago Martín (2) mecz rozegrany został na stadionie klubu Boca Juniors Sędzia: José Bartolomé Macías – Widzowie: 6100 |
| 2 sierpnia 1931 | Quilmes Athletic Buenos Aires – Ferro Carril Oeste 2:1 Vicente Zito, Juan Arrillaga – Alfredo Péndola Sędzia: Alfredo D'Espósito – Widzowie: 2200                                                          |
| 2 sierpnia 1931 | Racing Club de Avellaneda – Estudiantes La Plata walkower dla Estudiantes mecz przerwany został w 75 minucie przy stanie 1:1 José Tabar – Manuel Ferreira Sędzia: Enrique Lińeyro – Widzowie: 14 900       |
| 2 sierpnia 1931 | River Plate – CA Tigre 3:0 Camilo Méndez, Pedro Marassi, Emilio Castro Sędzia: Servando Pérez – Widzowie: 12 200                                                                                           |
| 2 sierpnia 1931 | CA Vélez Sarsfield – Talleres Remedios de Escalada 2:1 Rodolfo Devoto, Luciano Aranda – Hugo Lamanna Sędzia: Néstor Roldán – Widzowie: 2300                                                                |

### Kolejka 12
| Data            | Mecz |
| --------------- | --- |
| 9 sierpnia 1931 | Atlanta Buenos Aires – CA Huracán 0:0 Sędzia: José Bartolomé Macías – Widzowie: 2800 |
| 9 sierpnia 1931 | Boca Juniors – Club Atlético Lanús 6:0 Florentino Vargas, Antonio Alberino, Donato Penella, Roberto Cherro (3) Sędzia: Ricardo Espínola – Widzowie: 10 100                                    |
| 9 sierpnia 1931 | Estudiantes La Plata – Argentinos Juniors 5:1 Alberto Zozaya (4), Alejandro Scopelli – Alberto Bravo Sędzia: Enrique Diez – Widzowie: 4800                                                    |
| 9 sierpnia 1931 | Independiente – Quilmes Athletic Buenos Aires 1:1 Roberto Porta – Luis Ravello Sędzia: Plácido Díaz – Widzowie: 6000                                                                          |
| 9 sierpnia 1931 | CA Platense – Gimnasia y Esgrima La Plata 4:1 Tomás Beristain (2), Ismael Arrese k, Luis A. Sánchez – Carlos Giúdice Sędzia: Eduardo Forte – Widzowie: 3600                                   |
| 9 sierpnia 1931 | San Lorenzo de Almagro – Ferro Carril Oeste 5:2 José B. Cortecci (3), Ernesto Closas, José Fossa k – Francisco Sponda, Oscar Sciarra Sędzia: Servando Pérez – Widzowie: 10 000                |
| 9 sierpnia 1931 | Talleres Remedios de Escalada – Racing Club de Avellaneda 0:2 mecz rozegrany został na stadionie klubu River Plate Alberto Fassora, Natalio Perinetti Sędzia: Juan Barbera – Widzowie: 11 700 |
| 9 sierpnia 1931 | CA Tigre – Chacarita Juniors 3:3 Juan Carlos Haedo (2), Roberto Olmo – Eduardo Alterio k, Emilio Sampayo (2) Sędzia: Ricardo Riestra – Widzowie: 1300                                         |
| 9 sierpnia 1931 | CA Vélez Sarsfield – River Plate 2:3 Ernesto Garbini, Oscar Luppo – Emilio Castro (2), Carlos Peucelle Sędzia: Enrique Escola – Widzowie: 7800                                                |

### Kolejka 13
| Data             | Mecz |
| ---------------- | --- |
| 16 sierpnia 1931 | Argentinos Juniors – Talleres Remedios de Escalada 3:0 Enrique Ruffo, José Gatti (2) Sędzia: José Bartolomé Macías – Widzowie: 1300                                             |
| 16 sierpnia 1931 | Boca Juniors – San Lorenzo de Almagro 0:2 Arturo Arrieta, Ernesto Closas Sędzia: Consolatto Nai Foino – Widzowie: 45 800                                                        |
| 16 sierpnia 1931 | Chacarita Juniors – CA Vélez Sarsfield 1:3 Luis Gómez k – Saúl Quiroga, Oscar Luppo (2) mecz rozegrany został na stadionie klubu Atlanta Sędzia: Néstor Roldán – Widzowie: 2200 |
| 16 sierpnia 1931 | Ferro Carril Oeste – Independiente 1:1 Francisco Martínez – Luis Ravaschino mecz rozegrany został na stadionie klubu River Plate Sędzia: Enrique Escola – Widzowie: 8400        |
| 16 sierpnia 1931 | Gimnasia y Esgrima La Plata – CA Tigre 3:0 Ismael Morgada k, Carlos Giúdice (2) Sędzia: Enrique Lińeyro – Widzowie: 3000                                                        |
| 16 sierpnia 1931 | CA Huracán – Estudiantes La Plata 2:1 Herminio Masantonio, Máximo Frederici – Alberto Zozaya Sędzia: Ricardo Riestra – Widzowie: 6300                                           |
| 16 sierpnia 1931 | Club Atlético Lanús – Atlanta Buenos Aires 2:1 Luis Federico, Osvaldo Larroca – Juan B. Romano Sędzia: Luis Celleri – Widzowie: 800                                             |
| 16 sierpnia 1931 | Quilmes Athletic Buenos Aires – CA Platense 1:1 Luis Ravello – Luis A. Sánchez Sędzia: Alfredo Mac Kay – Widzowie: 2400                                                         |
| 16 sierpnia 1931 | Racing Club de Avellaneda – River Plate 1:1 Alberto Fassora – Pedro Marassi Sędzia: Eduardo Forte – Widzowie: 23 000                                                            |

### Kolejka 14
| Data             | Mecz |
| ---------------- | --- |
| 30 sierpnia 1931 | Atlanta Buenos Aires – Boca Juniors 1:3 José M. Casullo – Florentino Vargas, Francisco Varallo, Antonio Alberino mecz rozegrany został na stadionie klubu Huracán Sędzia: Ricardo Espínola – Widzowie: 10 500 |
| 30 sierpnia 1931 | Estudiantes La Plata – Club Atlético Lanús 8:0 Alberto Zozaya (4), Alejandro Scopelli, Manuel Ferreira (2), Enrique Guaita Sędzia: Lorenzo Martínez – Widzowie: 4100                                          |
| 30 sierpnia 1931 | CA Platense – Ferro Carril Oeste 4:1 Luis A. Sánchez, Ubaldo Landolfi, Nicolás Ferrara, Ismael Arrese k – Enrique Gainzaraín Sędzia: José Bartolomé Macías – Widzowie: 3600                                   |
| 30 sierpnia 1931 | Racing Club de Avellaneda – Chacarita Juniors 3:2 Vicente Del Giúdice (2), Natalio Perinetti – Andrés Stagnaro, Emilio Sampayo Sędzia: Alfredo D'Espósito – Widzowie: 5600                                    |
| 30 sierpnia 1931 | River Plate – Argentinos Juniors 4:3 Pedro Marassi, Pedro Lago, Emilio Castro (2, 1k) – José Gatti, Enrique Ruffo, José L. Rodríguez Sędzia: Enrique Lińeyro – Widzowie: 6300                                 |
| 30 sierpnia 1931 | San Lorenzo de Almagro – Independiente 1:1 José Fossa – Juan Betinotti Sędzia: Eduardo Forte – Widzowie: 32 400                                                                                               |
| 30 sierpnia 1931 | Talleres Remedios de Escalada – CA Huracán 2:4 Raúl González (2) – Arturo Naveira (2), Herminio Masantonio (2) Sędzia: Celestino Destaillats – Widzowie: 2500                                                 |
| 30 sierpnia 1931 | CA Tigre – Quilmes Athletic Buenos Aires 4:1 Bernabé Ferreyra (4) – Carlos Alaniz Sędzia: Luis Celleri – Widzowie: 1300                                                                                       |
| 30 sierpnia 1931 | CA Vélez Sarsfield – Gimnasia y Esgrima La Plata 1:1 Luciano Aranda – Pedro Farías Sędzia: Enrique Escola – Widzowie: 2900                                                                                    |

### Kolejka 15
| Data            | Mecz |
| --------------- | --- |
| 5 września 1931 | Argentinos Juniors – Chacarita Juniors 0:2 Héctor Roselló (2) Sędzia: José Bartolomé Macías – Widzowie: 2500                                                                                          |
| 5 września 1931 | Atlanta Buenos Aires – San Lorenzo de Almagro 1:2 Manuel Benavídez – Santiago Martín, Diego García mecz rozegrany został na stadionie klubu River Plate Sędzia: Consolatto Nai Foino – Widzowie: 6100 |
| 5 września 1931 | Boca Juniors – Estudiantes La Plata 2:2 Francisco Varallo k, Roberto Cherro – Alejandro Scopelli (2) Sędzia: Ricardo Riestra – Widzowie: 29 400                                                       |
| 5 września 1931 | Ferro Carril Oeste – CA Tigre 4:3 Oscar Sciarra, Francisco Martínez (2), Francisco Sponda – Santiago Belardinelli, Bernabé Ferreyra (2) Sędzia: Enrique Lińeiro – Widzowie: 1400                      |
| 5 września 1931 | Gimnasia y Esgrima La Plata – Racing Club de Avellaneda 1:1 Armando Zoroza – Alberto Fassora Sędzia: Eduardo Forte – Widzowie: 13 100                                                                 |
| 5 września 1931 | CA Huracán – River Plate 1:1 Cesáreo Onzari – Pedro Lago Sędzia: Celestino Destaillats – Widzowie: 12 600                                                                                             |
| 5 września 1931 | Independiente – CA Platense 2:0 Manuel Seoane, E. Fernández Sędzia: Enrique Escola – Widzowie: 5400                                                                                                   |
| 5 września 1931 | Club Atlético Lanús – Talleres Remedios de Escalada 1:0 Osvaldo Larroca Sędzia: Luis Celleri – Widzowie: 2100                                                                                         |
| 5 września 1931 | Quilmes Athletic Buenos Aires – CA Vélez Sarsfield 2:3 Juan Arrillaga, Juan Mandile – Oscar De Dovitis, Ángel Sobrino (2) Sędzia: Alfredo D'Espósito – Widzowie: 1300                                 |

### Kolejka 16
| Data             | Mecz |
| ---------------- | --- |
| 12 września 1931 | Argentinos Juniors – Gimnasia y Esgrima La Plata 1:1 Pablo Ruffo k – Tomás González Sędzia: Enrique Lińeiro – Widzowie: 1600                                                                        |
| 12 września 1931 | Chacarita Juniors – CA Huracán 3:1 Luis Díaz (3) – Arturo Naveira mecz rozegrany został na stadionie klubu Platense Sędzia: Eduardo Forte – Widzowie: 3200                                          |
| 12 września 1931 | Estudiantes La Plata – Atlanta Buenos Aires 6:1 Alejandro Scopelli (4), Alberto Zozaya, Enrique Guaita – Plinio Giribaldi Sędzia: Ricardo Riestra – Widzowie: 4500                                  |
| 12 września 1931 | Racing Club de Avellaneda – Quilmes Athletic Buenos Aires 1:1 Alberto Fassora – Juan Arrillaga Sędzia: Arturo Legnazzi – Widzowie: 6300                                                             |
| 12 września 1931 | River Plate – Club Atlético Lanús 4:0 Pedro Marassi, Pedro Lago, Emilio Castro, Carlos Peucelle Sędzia: Ricardo Espínola – Widzowie: 5100                                                           |
| 12 września 1931 | San Lorenzo de Almagro – CA Platense 4:3 Santiago Martín, Arturo Arrieta, José Fossa k, Luis Castañares – Nicolás Ferrara, Luis A. Sánchez (2) Sędzia: José Bartolomé Macías – Widzowie: 14 200     |
| 12 września 1931 | Talleres Remedios de Escalada – Boca Juniors 0:2 Francisco Varallo (2, 1k) mecz rozegrany został na stadionie klubu River Plate Sędzia: Juan Barbera – Widzowie: 17 500                             |
| 12 września 1931 | CA Tigre – Independiente 1:4 Bernabé Ferreyra – Luis Ravaschino, E. Fernández (2), Juan Betinotti mecz rozegrany został na stadionie klubu Boca Juniors Sędzia: Alfredo D'Espósito – Widzowie: 6300 |
| 12 września 1931 | CA Vélez Sarsfield – Ferro Carril Oeste 1:1 Oscar Luppo – José L. Fernández Sędzia: Celestino Destaillats – Widzowie: 3000                                                                          |

### Kolejka 17
| Data             | Mecz |
| ---------------- | --- |
| 19 września 1931 | Ferro Carril Oeste – Racing Club de Avellaneda 2:1 Hortensio Pellizari, Videla – Natalio Perinetti mecz rozegrany został na stadionie klubu San Lorenzo de Almagro Sędzia: Celestino Destaillats – Widzowie: 10 000               |
| 20 września 1931 | Atlanta Buenos Aires – Talleres Remedios de Escalada 2:4 Plinio Giribaldi (2, 1k) – Cilento (2), Raúl González (2) mecz rozegrany został na stadionie klubu San Lorenzo de Almagro Sędzia: José Bartolomé Macías – Widzowie: 1300 |
| 20 września 1931 | Boca Juniors – River Plate walkower dla Boca Juniors mecz przerwany został w 26 minucie przy stanie 1:1 Francisco Varallo – Carlos Peucelle Sędzia: Enrique Escola – Widzowie: 34 000                                             |
| 20 września 1931 | Estudiantes La Plata – San Lorenzo de Almagro 1:0 Alejandro Scopelli Sędzia: Ricardo Riestra – Widzowie: 19 900 |
| 20 września 1931 | CA Huracán – Gimnasia y Esgrima La Plata 1:1 Orestes Propato – Carlos Giúdice Sędzia: Ángel De Dominicis – Widzowie: 3700 |
| 20 września 1931 | Independiente – CA Vélez Sarsfield 1:0 Juan Betinotti Sędzia: Alfredo D'Espósito – Widzowie: 4200 |
| 20 września 1931 | Club Atlético Lanús – Chacarita Juniors 1:2 Alberto Bussi – Pedro Stochetti (2) Sędzia: Humberto Galeratto – Widzowie: 1200 |
| 20 września 1931 | CA Platense – CA Tigre 3:1 Nicolás Ferrara, Antonio Campilongo, Ubaldo Landolfi – Bernabé Ferreyra Sędzia: Eduardo Forte – Widzowie: 4800                                                                                         |
| 20 września 1931 | Quilmes Athletic Buenos Aires – Argentinos Juniors 0:1 Juan Bongiovanni Sędzia: Juan Barbera – Widzowie: 1400 |

### Kolejka 18
| Data             | Mecz |
| ---------------- | --- |
| 26 września 1931 | Talleres Remedios de Escalada – Estudiantes La Plata 4:4 Hugo Lamanna, Luis Zubizarreta (2), Cilento – Enrique Guaita (3), Alberto Zozaya mecz rozegrany został na stadionie klubu River Plate Sędzia: Enrique Lińeiro – Widzowie: 9200         |
| 27 września 1931 | Argentinos Juniors – Ferro Carril Oeste 3:1 Juan Bongiovanni, Pedro Ruffo (2, 1k) – Francisco Sponda Sędzia: Humberto Galeratto – Widzowie: 1900                                                                                                |
| 27 września 1931 | Chacarita Juniors – Boca Juniors 3:1 Benjamín Coria, Marcos Díaz (2) – Francisco Varallo mecz rozegrany został na stadionie klubu San Lorenzo de Almagro Sędzia: Ricardo Espínola – Widzowie: 18 900                                            |
| 27 września 1931 | Gimnasia y Esgrima La Plata – Club Atlético Lanús 3:5 Pedro Farías (2), Amleto Nelly – José Bussi (2), Luis Federico, Carlos Bertetti (2) Sędzia: Eduardo Forte – Widzowie: 2800                                                                |
| 27 września 1931 | CA Huracán – Quilmes Athletic Buenos Aires 3:1 Herminio Masantonio (3, 1k) – Juan Mandile Sędzia: José Bartolomé Macías – Widzowie: 2100 |
| 27 września 1931 | Racing Club de Avellaneda – Independiente 7:4 Alberto Fassora, Alfredo Devicenzi, Vicente Del Giúdice (3), Roberto Mellone (2) – Manuel Seoane, Roberto Porta, Felipe Cherro k, Juan Betinotti Sędzia: Celestino Destaillats – Widzowie: 21 000 |
| 27 września 1931 | River Plate – Atlanta Buenos Aires 1:0 Emilio Castro Sędzia: Alfredo D'Espósito – Widzowie: 4200 |
| 27 września 1931 | CA Tigre – San Lorenzo de Almagro 3:2 Bernabé Ferreyra (3) – Diego García, José B. Cortecci mecz rozegrany został na stadionie klubu Boca Juniors Sędzia: Arturo Legnazzi – Widzowie: 4500                                                      |
| 27 września 1931 | CA Vélez Sarsfield – CA Platense 2:1 Luciano Aranda, Oscar Luppo – Luis A. Sánchez Sędzia: Ángel De Dominicis – Widzowie: 3000 |

### Kolejka 19
| Data                | Mecz |
| ------------------- | --- |
| 4 października 1931 | Atlanta Buenos Aires – Chacarita Juniors 1:5 A. Solimandi – Marcos Díaz (2), Pedro Stochetti, Luis Díaz (2) mecz rozegrany został na stadionie klubu Argentinos Juniors Sędzia: José Bartolomé Macías – Widzowie: 2200                                                     |
| 4 października 1931 | Boca Juniors – Gimnasia y Esgrima La Plata 5:0 Francisco Varallo (4), Roberto Cherro Sędzia: Arturo Legnazzi – Widzowie: 9700 |
| 4 października 1931 | Estudiantes La Plata – River Plate 2:3 Ulises Uslenghi, Alberto Zozaya – Emilio Castro (3) Sędzia: Enrique Lińeiro – Widzowie: 13 200 |
| 4 października 1931 | Ferro Carril Oeste – CA Huracán 2:6 Francisco Sponda, Pedro Chalú – Alejandro de los Santos, Máximo Frederici, Herminio Masantonio (2), Arturo Naveira, Orestes Propato mecz rozegrany został na stadionie klubu Vélez Sarsfield Sędzia: Lorenzo Martínez – Widzowie: 2300 |
| 4 października 1931 | Independiente – Argentinos Juniors 3:2 Luis Vassini s, Juan C. Corazzo, Roberto Porta – Juan Bongiovanni, Armando Tarrío Sędzia: Alfredo D'Espósito – Widzowie: 3000 |
| 4 października 1931 | Club Atlético Lanús – Quilmes Athletic Buenos Aires 2:1 José Bussi (2) – Alberto Lorenzo Sędzia: Ricardo Espínola – Widzowie: 1100 |
| 4 października 1931 | CA Platense – Racing Club de Avellaneda 0:1 José Della Torre mecz rozegrany został na stadionie klubu Huracán Sędzia: Celestino Destaillats – Widzowie: 9700 |
| 4 października 1931 | San Lorenzo de Almagro – Talleres Remedios de Escalada 0:4 Luis Donato (2), Luis Zubizarreta, Cilento Sędzia: Eduardo Forte – Widzowie: 6000 |
| 4 października 1931 | CA Tigre – CA Vélez Sarsfield 1:2 Bernabé Ferreyra – Rodolfo Devoto, Luciano Aranda Sędzia: Consolatto Nai Foino – Widzowie: 1200 |

### Kolejka 20
| Data                 | Mecz |
| -------------------- | --- |
| 11 października 1931 | Argentinos Juniors – CA Platense 0:1 Ubaldo Landolfi Sędzia: José Bartolomé Macías – Widzowie: 3200 |
| 11 października 1931 | Chacarita Juniors – Estudiantes La Plata 5:1 Marcos Díaz, Emilio Sampayo, Benjamín Coria, Pedro Stochetti (2) – Alberto Zozaya mecz rozegrany został na stadionie klubu River Plate Sędzia: Celestino Destaillats – Widzowie: 22 400 |
| 11 października 1931 | Gimnasia y Esgrima La Plata – Atlanta Buenos Aires 0:0 Sędzia: Alfredo Mac Kay – Widzowie: 2600 |
| 11 października 1931 | CA Huracán – Independiente 5:1 Arturo Naveira (2), Herminio Masantonio, Cesáreo Onzari, Alejandro de los Santos – Juan C. Corazzo Sędzia: Néstor Roldán – Widzowie: 10 100                                                           |
| 11 października 1931 | Club Atlético Lanús – Ferro Carril Oeste 2:3 Carlos Bertetti, José Bussi – Francisco Sponda (2), Oscar Sciarra mecz przerwany w 88 minucie – wynik zostawiono Sędzia: Enrique Escola – Widzowie: 1400                                |
| 11 października 1931 | Quilmes Athletic Buenos Aires – Boca Juniors 1:2 Fortunato Androssi – Roberto Cherro (2) mecz rozegrany został na stadionie klubu San Lorenzo de Almagro Sędzia: Ángel De Dominicis – Widzowie: 17 500                               |
| 11 października 1931 | Racing Club de Avellaneda – CA Tigre 2:2 Pedro Pompey, José Della Torre – Bernabé Ferreyra (2, 1k) Sędzia: Alfredo D'Espósito – Widzowie: 10 700                                                                                     |
| 11 października 1931 | River Plate – Talleres Remedios de Escalada 1:1 Pedro Lago – Cilento Sędzia: Eduardo Forte – Widzowie: 14 100 |
| 11 października 1931 | CA Vélez Sarsfield – San Lorenzo de Almagro 4:3 Oscar De Dovitis, Ángel Sobrino, Oscar Luppo, Félix Pacheco s – José M. Galíndez (2), José B. Cortecci Sędzia: Arturo Legnazzi – Widzowie: 11 100                                    |

### Kolejka 21
| Data                 | Mecz |
| -------------------- | --- |
| 18 października 1931 | Atlanta Buenos Aires – Quilmes Athletic Buenos Aires 0:1 Fortunato Androssi mecz rozegrany został na stadionie klubu Huracán Sędzia: Ricardo Espínola – Widzowie: 400                                                               |
| 18 października 1931 | Boca Juniors – Ferro Carril Oeste 3:3 Francisco Varallo (2), Miguel A. Nardini – José M. Larrañaga (2), Oscar Sciarra Sędzia: Celestino Destaillats – Widzowie: 8400                                                                |
| 18 października 1931 | Estudiantes La Plata – Gimnasia y Esgrima La Plata 2:3 Enrique Guaita k, Manuel Ferreira – Ismael Morgada (2, 1k), Pedro Farías Sędzia: Ricardo Riestra – Widzowie: 15 800                                                          |
| 18 października 1931 | Independiente – Club Atlético Lanús 4:1 Manuel Seoane (4) – Luis Federico Sędzia: Natalio Valdatta – Widzowie: 4400 |
| 18 października 1931 | CA Platense – CA Huracán 3:1 Ubaldo Landolfi, Tomás Beristain (2) – Cesáreo Onzari mecz rozegrany został na stadionie klubu River Plate Sędzia: Eduardo Forte – Widzowie: 6600                                                      |
| 18 października 1931 | San Lorenzo de Almagro – River Plate 0:0 Sędzia: Enrique Lińeiro – Widzowie: 21 900 |
| 18 października 1931 | Talleres Remedios de Escalada – Chacarita Juniors 1:5 Hugo Lamanna – Marcos Díaz (2), Pedro Stochetti, Luis Díaz, Benjamín Coria Sędzia: José Bartolomé Macías – Widzowie: 3100                                                     |
| 18 października 1931 | CA Tigre – Argentinos Juniors 0:0 Sędzia: Hermenegildo López – Widzowie: 1200 |
| 18 października 1931 | CA Vélez Sarsfield – Racing Club de Avellaneda 2:3 Ángel Sobrino, Oscar Luppo – Alberto Fassora, Natalio Perinetti, Alfredo Devicenzi mecz rozegrany został na stadionie klubu River Plate Sędzia: Arturo Legnazzi – Widzowie: 8500 |

### Kolejka 22
| Data                 | Mecz |
| -------------------- | --- |
| 25 października 1931 | Argentinos Juniors – CA Vélez Sarsfield 4:2 José Saccone, Manuel De Sáa, José O. Gatti (2) – Saúl Quiroga, Ernesto Garbini Sędzia: Celestino Destaillats – Widzowie: 1400                                                                                           |
| 25 października 1931 | Boca Juniors – Independiente 1:1 Roberto Cherro – E. Fernández Sędzia: Natalio Valdatta – Widzowie: 17 900 |
| 25 października 1931 | Chacarita Juniors – River Plate 1:0 Luis Díaz mecz rozegrany został na stadionie klubu San Lorenzo de Almagro Sędzia: Eduardo Forte – Widzowie: 26 600 |
| 25 października 1931 | Ferro Carril Oeste – Atlanta Buenos Aires 3:2 José M. Larrañaga, Francisco Sponda, Oscar Sciarra – Roberto Santillán, José M. Casullo Sędzia: José Bartolomé Macías – Widzowie: 800                                                                                 |
| 25 października 1931 | Gimnasia y Esgrima La Plata – Talleres Remedios de Escalada 2:0 Armando Zoroza, Carlos Giúdice Sędzia: Arturo Legnazzi – Widzowie: 3200 |
| 25 października 1931 | CA Huracán – CA Tigre 3:1 Cesáreo Onzari, Arturo Naveira, Herminio Masantonio – Domingo Pérez Sędzia: Enrique Lińeiro – Widzowie: 4600 |
| 25 października 1931 | Club Atlético Lanús – CA Platense walkower dla Lanús w 49 minucie mecz został przerwany przy stanie 1:1 Carlos Bertetti k – Luis A. Sánchez mecz miał być powtórzony 7 stycznia 1932, ale drużyna Platense wycofała się Sędzia: Alfredo D'Espósito – Widzowie: 1200 |
| 25 października 1931 | Quilmes Athletic Buenos Aires – Estudiantes La Plata 2:4 Fortunato Androssi, Domingo Ravignani k – Víctor Appólito, Miguel A. Lauri, Albero Zozaya (2) Sędzia: Ricardo Riestra – Widzowie: 3200                                                                     |
| 25 października 1931 | Racing Club de Avellaneda – San Lorenzo de Almagro 5:0 Alfredo Devicenzi (4), Juan Gil Sędzia: Gerónimo Repossi – Widzowie: 12 300 |

### Kolejka 23
| Data                 | Mecz |
| -------------------- | --- |
| 31 października 1931 | Atlanta Buenos Aires – Independiente 0:1 Luis Ravaschino mecz rozegrany został na stadionie klubu River Plate Sędzia: Alfredo Mac Kay – Widzowie: 2200                                         |
| 1 listopada 1931     | Estudiantes La Plata – Ferro Carril Oeste 8:0 Alejandro Scopelli (3), Víctor Appólito (2), Alberto Zozaya, Enrique Guaita (2) Sędzia: Natalio Valdatta – Widzowie: 2900                        |
| 1 listopada 1931     | CA Platense – Boca Juniors 3:5 Luis A. Sánchez (2), Ubaldo Landolfi – Donato Penella, Roberto Cherro (2), Miguel A. Nardini, Antonio Alberino Sędzia: Celestino Destaillats – Widzowie: 11 900 |
| 1 listopada 1931     | Racing Club de Avellaneda – Argentinos Juniors 3:1 Alberto Fassora (3) – Pablo Ruffo Sędzia: José Bartolomé Macías – Widzowie: 6700                                                            |
| 1 listopada 1931     | River Plate – Gimnasia y Esgrima La Plata 4:1 Pedro Marassi, Carlos Peucelle, Pedro Lago (2) – Arturo Naón Sędzia: Gerónimo Repossi – Widzowie: 5300                                           |
| 1 listopada 1931     | San Lorenzo de Almagro – Chacarita Juniors 0:0 Sędzia: Enrique Escola – Widzowie: 13 100 |
| 1 listopada 1931     | Talleres Remedios de Escalada – Quilmes Athletic Buenos Aires 2:0 Leonardo Sandoval s, Cilento Sędzia: Enrique Lińeiro – Widzowie: 1500                                                        |
| 1 listopada 1931     | CA Tigre – Club Atlético Lanús 2:0 Bernabé Ferreyra (2) Sędzia: Eduardo Forte – Widzowie: 700                                                                                                  |
| 1 listopada 1931     | CA Vélez Sarsfield – CA Huracán 0:0 Sędzia: Arturo Legnazzi – Widzowie: 2800 |

### Kolejka 24
| Data              | Mecz |
| ----------------- | --- |
| 11 listopada 1931 | Argentinos Juniors – San Lorenzo de Almagro 2:4 Armando Tarrío, José O. Gatti – José Fossa, Diego García, Santiago Martín, Fernando Rivas mecz rozegrany został na stadionie klubu River Plate Sędzia: José Bartolomé Macías – Widzowie: 3000 |
| 11 listopada 1931 | Atlanta Buenos Aires – CA Platense 0:3 Ubaldo Landolfi, Luis A. Sánchez, Ismael Arrese k mecz rozegrany został na stadionie klubu Argentinos Juniors Sędzia: Ricardo Riestra – Widzowie: 1600                                                 |
| 11 listopada 1931 | Boca Juniors – CA Tigre 3:2 Domingo Tarasconi, Roberto Cherro, Donato Penella – Arturo Beghé s, Domingo Pérez Sędzia: Arturo Legnazzi – Widzowie: 10 300                                                                                      |
| 11 listopada 1931 | Ferro Carril Oeste – Talleres Remedios de Escalada 3:1 Pedro Chalú, José M. Larrañaga, Enrique Gainzaraín – Cilento Sędzia: Eduardo Forte – Widzowie: 1000                                                                                    |
| 11 listopada 1931 | Gimnasia y Esgrima La Plata – Chacarita Juniors 1:2 Carlos Giúdice – Luis Díaz (2) Sędzia: Lorenzo Martínez – Widzowie: 3900 |
| 11 listopada 1931 | CA Huracán – Racing Club de Avellaneda 2:4 Herminio Masantonio, Arturo Naveira – Vicente Del Giúdice, Alfredo Devicenzi, Alberto Fassora, Hugo Settis s Sędzia: Enrique Escola – Widzowie: 10 800                                             |
| 11 listopada 1931 | Independiente – Estudiantes La Plata 3:2 Luis Ravaschino, Antonio Sastre (2) – Alberto Zozaya, Enrique Guaita Sędzia: Enrique Lińeiro – Widzowie: 10 000                                                                                      |
| 11 listopada 1931 | Club Atlético Lanús – CA Vélez Sarsfield 0:2 Ángel Sobrino, Luciano Aranda Sędzia: Natalio Valdatta – Widzowie: 600 |
| 11 listopada 1931 | Quilmes Athletic Buenos Aires – River Plate 1:0 Luis Ravello mecz rozegrany został na stadionie klubu San Lorenzo de Almagro Sędzia: Celestino Destaillats – Widzowie: 5700                                                                   |

### Kolejka 25
| Data              | Mecz |
| ----------------- | --- |
| 15 listopada 1931 | Argentinos Juniors – CA Huracán 1:1 Juan Bongiovanni – Arturo Naveira Sędzia: Néstor Roldán – Widzowie: 2000                                                                                   |
| 15 listopada 1931 | Chacarita Juniors – Quilmes Athletic Buenos Aires 4:1 Emilio Sampayo, Luis Díaz (3) – Luis Ravello mecz rozegrany został na stadionie klubu Platense Sędzia: Ricardo Espínola – Widzowie: 4000 |
| 15 listopada 1931 | Estudiantes La Plata – CA Platense 2:0 Alberto Zozaya, Enrique Guaita Sędzia: Natalio Valdatta – Widzowie: 2800                                                                                |
| 15 listopada 1931 | Racing Club de Avellaneda – Club Atlético Lanús 4:2 Pedro Pompey k, Alfredo Devicenzi (2), José Tabar – Alberto Bussi, Aguedo Ursino Sędzia: José Bartolomé Macías – Widzowie: 6100            |
| 15 listopada 1931 | River Plate – Ferro Carril Oeste 2:0 Pedro Lago, Carlos Peucelle Sędzia: Enrique Lińeiro – Widzowie: 6000                                                                                      |
| 15 listopada 1931 | San Lorenzo de Almagro – Gimnasia y Esgrima La Plata 3:0 José B. Cortecci, Fernando Rivas, Santiago Martín Sędzia: Eduardo Forte – Widzowie: 4900                                              |
| 15 listopada 1931 | Talleres Remedios de Escalada – Independiente 3:0 Nogués (2), Luis Donato Sędzia: Celestino Destaillats – Widzowie: 2600                                                                       |
| 15 listopada 1931 | CA Tigre – Atlanta Buenos Aires 1:1 Santiago Belardinelli – Roberto Santillán Sędzia: Enrique Escola – Widzowie: 500                                                                           |
| 15 listopada 1931 | CA Vélez Sarsfield – Boca Juniors 1:2 Ángel Sobrino – Mario Evaristo, Antonio Alberino mecz rozegrany został na stadionie klubu Huracán Sędzia: Consolatto Nai Foino – Widzowie: 10 900        |

### Kolejka 26
| Data              | Mecz |
| ----------------- | --- |
| 22 listopada 1931 | Atlanta Buenos Aires – CA Vélez Sarsfield 1:1 Guido Baztarrica – Oscar Luppo mecz rozegrany został na stadionie klubu River Plate Sędzia: Celestino Destaillats – Widzowie: 900 |
| 22 listopada 1931 | Boca Juniors – Racing Club de Avellaneda 0:1 Vicente Del Giúdice Sędzia: Arturo Legnazzi – Widzowie: 34 500                                                                     |
| 22 listopada 1931 | Estudiantes La Plata – CA Tigre 3:0 Alejandro Scopelli (3) Sędzia: Lorenzo Martínez – Widzowie: 4100                                                                            |
| 22 listopada 1931 | Ferro Carril Oeste – Chacarita Juniors 0:0 Sędzia: Ricardo Riestra – Widzowie: 3900                                                                                             |
| 22 listopada 1931 | CA Huracán – San Lorenzo de Almagro 1:1 Cesáreo Onzari – Ernesto Closas Sędzia: Enrique Escola – Widzowie: 11 000                                                               |
| 22 listopada 1931 | Independiente – River Plate 2:1 Ricardo Porta, Juan Betinotti – Pedro Lago Sędzia: Natalio Valdatta – Widzowie: 12 400                                                          |
| 22 listopada 1931 | Club Atlético Lanús – Argentinos Juniors 1:3 Aguedo Ursino – Armando Tarrío, Enrique Ruffo, José O. Gatti Sędzia: Néstor Roldán – Widzowie: 600                                 |
| 22 listopada 1931 | CA Platense – Talleres Remedios de Escalada 2:1 Ismael Arrese k, Ubaldo Landolfi – Nogués Sędzia: José Bartolomé Macías – Widzowie: 3100                                        |
| 22 listopada 1931 | Quilmes Athletic Buenos Aires – Gimnasia y Esgrima La Plata 6:0 Juan Arrillaga (5), Juan Mandile Sędzia: Eduardo Forte – Widzowie: 1200                                         |

### Kolejka 27
| Data              | Mecz |
| ----------------- | --- |
| 29 listopada 1931 | Argentinos Juniors – Boca Juniors 0:5 Francisco Varallo (3), Antonio Alberino, Domingo Tarasconi mecz rozegrany został na stadionie klubu San Lorenzo de Almagro Sędzia: Antonio Di Tomaso – Widzowie: 12 600      |
| 29 listopada 1931 | Chacarita Juniors – Independiente 1:3 Luis Díaz – Manuel Ramos (2), Luis Ravaschino mecz rozegrany został na stadionie klubu Huracán Sędzia: Celestino Destaillats – Widzowie: 6500                                |
| 29 listopada 1931 | Gimnasia y Esgrima La Plata – Ferro Carril Oeste 1:3 Evaristo Delovo – Salvador D’Alessandro, Francisco Sponda, Enrique Gainzaraín Sędzia: Ricardo Riestra – Widzowie: 1600                                        |
| 29 listopada 1931 | CA Huracán – Club Atlético Lanús 2:0 Arturo Naveira, Herminio Masantonio Sędzia: Oscar Lomuto – Widzowie: 1400 |
| 29 listopada 1931 | Quilmes Athletic Buenos Aires – San Lorenzo de Almagro 1:1 Juan Mandile – Pacífico Storgatto s mecz rozegrany został na stadionie klubu Boca Juniors Sędzia: Lorenzo Martínez – Widzowie: 1800                     |
| 29 listopada 1931 | Racing Club de Avellaneda – Atlanta Buenos Aires 4:1 Alfredo Devicenzi (2), Vicente Del Giúdice, Alberto Fassora – Enrique Liberanone Sędzia: Enrique Escola – Widzowie: 3700                                      |
| 29 listopada 1931 | River Plate – CA Platense 2:5 Carlos Peucelle, Emilio Castro – Luis A. Sánchez (3), Nicolás Ferrara, Ubaldo Landolfi Sędzia: Eduardo Forte – Widzowie: 5900                                                        |
| 29 listopada 1931 | Talleres Remedios de Escalada – CA Tigre 2:1 Oscar Rodríguez, Cilento – Alberto Cuello Sędzia: Natalio Valdatta – Widzowie: 1000                                                                                   |
| 29 listopada 1931 | CA Vélez Sarsfield – Estudiantes La Plata 3:3 Ángel Sobrino, Oscar Luppo (2, 1k) – Alberto Zozaya (2), Miguel Lauri mecz rozegrany został na stadionie klubu Boca Juniors Sędzia: Arturo Legnazzi – Widzowie: 5700 |

### Kolejka 28
| Data           | Mecz |
| -------------- | --- |
| 6 grudnia 1931 | Atlanta Buenos Aires – Argentinos Juniors 1:2 Atilio Rizzi s – José O. Gatti (2) mecz rozegrany został na stadionie klubu River Plate Sędzia: Arturo Legnazzi – Widzowie: 300                                                          |
| 6 grudnia 1931 | Boca Juniors – CA Huracán 2:1 Domingo Tarasconi, Francisco Varallo – Alejandro de los Santos Sędzia: Consolatto Nai Foino – Widzowie: 14 000                                                                                           |
| 6 grudnia 1931 | Estudiantes La Plata – Racing Club de Avellaneda 6:3 Enrique Guaita (2), Manuel Ferreira, Miguel Lauri, Alejandro Scopelli, Alberto Zozaya – Alberto Fassora, Vicente Del Giúdice (2) Sędzia: José Bartolomé Macías – Widzowie: 12 600 |
| 6 grudnia 1931 | Ferro Carril Oeste – Quilmes Athletic Buenos Aires 1:0 Francisco Sponda Sędzia: Enrique Escola – Widzowie: 1300 |
| 6 grudnia 1931 | Independiente – Gimnasia y Esgrima La Plata 1:1 Luis Ravaschino – José M. Minella Sędzia: R. Legnazzi – Widzowie: 4000 |
| 6 grudnia 1931 | CA Platense – Chacarita Juniors 0:1 Marcos Díaz Sędzia: Enrique Lińeiro – Widzowie: 7300 |
| 6 grudnia 1931 | San Lorenzo de Almagro – Club Atlético Lanús 4:1 Santiago Martín (3), Arturo Arrieta – Ángel Montero Sędzia: Ricardo Espínola – Widzowie: 2000                                                                                         |
| 6 grudnia 1931 | Talleres Remedios de Escalada – CA Vélez Sarsfield 1:3 Cilento – Oscar Luppo k, Luciano Aranda (2) Sędzia: Celestino Destaillats – Widzowie: 1000                                                                                      |
| 6 grudnia 1931 | CA Tigre – River Plate 2:5 Domingo Pérez k, Alberto Cuello – José Granara Costa, Carlos Peucelle k, Emilio Castro (3) mecz rozegrany został na stadionie klubu Huracán Sędzia: Eduardo Forte – Widzowie: 3500                          |

### Kolejka 29
| Data           | Mecz |
| -------------- | --- |
| 8 grudnia 1931 | Argentinos Juniors – Estudiantes La Plata 1:0 José O. Gatti Sędzia: Celestino Destaillats – Widzowie: 4200 |
| 8 grudnia 1931 | Chacarita Juniors – CA Tigre 4:2 Benjamín Coria, Demetrio Busti, Marcos Díaz – Bibiano Lorenzo (2) mecz rozegrany został na stadionie klubu Platense Sędzia: Enrique Escola – Widzowie: 2000                                                        |
| 8 grudnia 1931 | Ferro Carril Oeste – San Lorenzo de Almagro 1:4 Enrique Gainzarín – José Fossa, Diego García, Fernando Rivas, Santiago Martín mecz rozegrany został na stadionie klubu Boca Juniors Sędzia: Arturo Legnazzi – Widzowie: 2500                        |
| 8 grudnia 1931 | Gimnasia y Esgrima La Plata – CA Platense 2:1 Armando Zoroza, José M. Minella – Luis A. Sánchez Sędzia: Eduardo Forte – Widzowie: 1700 |
| 8 grudnia 1931 | CA Huracán – Atlanta Buenos Aires 5:0 Arturo Naveira (3), Alejandro de los Santos, Herminio Masantonio Sędzia: José Bartolomé Macías – Widzowie: 900                                                                                                |
| 8 grudnia 1931 | Club Atlético Lanús – Boca Juniors 5:2 Ángel Montero, Alberto Bussi, Aguedo Ursino, Crispín Ríos (2) – Antonio Alberino, Francisco Varallo mecz rozegrany został na stadionie klubu San Lorenzo de Almagro Sędzia: Ricardo Riestra – Widzowie: 6000 |
| 8 grudnia 1931 | Quilmes Athletic Buenos Aires – Independiente 1:2 Domingo Ravignani k – Roberto Porta, Manuel Ramos Sędzia: Alfredo D'Espósito – Widzowie: 2000 |
| 8 grudnia 1931 | Racing Club de Avellaneda – Talleres Remedios de Escalada 2:0 José Tabar, Alberto Fassora Sędzia: Ricardo Espínola – Widzowie: 4400 |
| 8 grudnia 1931 | River Plate – CA Vélez Sarsfield 5:1 José Granara Costa (3), Pedro Marassi, Emilio Castro – Saúl Quiroga Sędzia: Natalio Valdatta – Widzowie: 3700                                                                                                  |

### Kolejka 30
| Data            | Mecz |
| --------------- | --- |
| 13 grudnia 1931 | Atlanta Buenos Aires – Club Atlético Lanús 1:2 Guido Baztarrica – Carlos Bertetti, Aguedo Ursino mecz rozegrany został na stadionie klubu Argentinos Juniors Sędzia: Ricardo Espínola – Widzowie: 700 |
| 13 grudnia 1931 | Estudiantes La Plata – CA Huracán 4:1 Alberto Zozaya (2), Alejandro Scopelli, Miguel Lauri – Herminio Masantonio Sędzia: José Bartolomé Macías – Widzowie: 5600                                       |
| 13 grudnia 1931 | Independiente – Ferro Carril Oeste 2:1 Luis Ravaschino, Antonio Sastre – José M. Larrañaga Sędzia: Celestino Destaillats – Widzowie: 3800                                                             |
| 13 grudnia 1931 | CA Platense – Quilmes Athletic Buenos Aires 3:0 Luis A. Sánchez, Antonio Campilongo, Nicolás Ferrara Sędzia: Lorenzo Martínez – Widzowie: 2200                                                        |
| 13 grudnia 1931 | River Plate – Racing Club de Avellaneda 1:1 José M. González s – Roberto Mellone Sędzia: Natalio Valdatta – Widzowie: 18 500                                                                          |
| 13 grudnia 1931 | San Lorenzo de Almagro – Boca Juniors 0:0 Sędzia: Consolatto Nai Foino – Widzowie: 32 000 |
| 13 grudnia 1931 | Talleres Remedios de Escalada – Argentinos Juniors 2:1 Vicente Lucífero (2) – Enrique Ruffo Sędzia: Ángel De Dominicis – Widzowie: 900                                                                |
| 13 grudnia 1931 | CA Tigre – Gimnasia y Esgrima La Plata 1:2 Bernabé Ferreyra k – Alberto Palomino, Pedro Farías Sędzia: Ricardo Riestra – Widzowie: 500                                                                |
| 13 grudnia 1931 | CA Vélez Sarsfield – Chacarita Juniors 2:3 Luciano Aranda, Ernesto Garbini – Benjamín Coria, Marcos Díaz, Emilio Sampayo Sędzia: Enrique Escola – Widzowie: 2200                                      |

### Kolejka 31
| Data             | Mecz |
| ---------------- | --- |
| 20 grudnia 1931  | Argentinos Juniors – River Plate 2:4 Luis Vassini, Juan Bongiovanni – Pedro Marassi, José Granara Costa, Emilio Castro, Pedro Lagos Sędzia: Alfredo D'Espósito – Widzowie: 2000                                        |
| 20 grudnia 1931  | Boca Juniors – Atlanta Buenos Aires 5:2 Miguel A. Nardini, Francisco Varallo (2), Antonio Alberino, Roberto Cherro – José M. Casullo, Roberto Santillán Sędzia: Enrique Escola – Widzowie: 2900                        |
| 20 grudnia 1931  | Chacarita Juniors – Racing Club de Avellaneda 0:4 Vicente Del Giúdice, Roberto Mellone, Alfredo Devicenzi, Alberto Fassora mecz rozegrany został na stadionie klubu River Plate Sędzia: Eduardo Forte – Widzowie: 8600 |
| 20 grudnia 1931  | Ferro Carril Oeste – CA Platense 2:2 Francisco Sponda, Eduardo Gómez – Ubaldo Landolfi, Luis A. Sánchez mecz rozegrany został na stadionie klubu Vélez Sarsfield Sędzia: José Bartolomé Macías – Widzowie: 700         |
| 20 grudnia 1931  | CA Huracán – Talleres Remedios de Escalada 4:1 Herminio Masantonio (2), Alejandrio de los Santos (2) – Dante Madero Sędzia: Natalio Valdatta – Widzowie: 1100                                                          |
| 20 grudnia 1931  | Independiente – San Lorenzo de Almagro 5:3 Manuel Seaone (2), Roberto Porta (2), Luis Ravaschino – Diego García, Arturo Arrieta, Luis M. Fazio s Sędzia: Humberto Galeratto – Widzowie: 6800                           |
| 20 grudnia 1931  | Club Atlético Lanús – Estudiantes La Plata 2:3 Ángel Montero, Crispín Ríos – Alberto Zozaya (3) mecz rozegrany został na stadionie klubu San Lorenzo de Almagro Sędzia: Néstor Roldán – Widzowie: 3200                 |
| 20 grudnia 1931  | Quilmes Athletic Buenos Aires – CA Tigre 2:0 Sędzia: Consolatto Nai Foino – Widzowie: 500 |
| 10 stycznia 1932 | Gimnasia y Esgrima La Plata – CA Vélez Sarsfield 3:4 Miguel Curell, Pedro Farías (2) – Ángel Sobrino, Luciano Aranda, Oscar De Dovitis, Eduardo Spraggón Sędzia: Natalio Valdatta – Widzowie: 2000                     |

### Kolejka 32
| Data            | Mecz |
| --------------- | --- |
| 27 grudnia 1931 | Chacarita Juniors – Argentinos Juniors 3:2 Pedro Stochetti (3) – José O. Gatti (2) mecz rozegrany został na stadionie klubu Boca Juniors Sędzia: José Bartolomé Macías – Widzowie: 1700                              |
| 27 grudnia 1931 | Estudiantes La Plata – Boca Juniors 4:1 Alejandro Scopelli (2), Enrique Guaita, Ulises Uslenghi – Domingo Tarasconi Sędzia: Natalio Valdatta – Widzowie: 24 500                                                      |
| 27 grudnia 1931 | CA Platense – Independiente 4:1 Luis A. Sánchez (2), Tomás Beristain, Ubaldo Landolfi – Roberto Porta Sędzia: Ricardo Espínola – Widzowie: 7500                                                                      |
| 27 grudnia 1931 | Racing Club de Avellaneda – Gimnasia y Esgrima La Plata 4:1 Roberto Mellone (2), Vicente Del Giúdice, Alberto Fassora – Pedro Farías Sędzia: Consolatto Nai Foino – Widzowie: 5500                                   |
| 27 grudnia 1931 | River Plate – CA Huracán 3:1 Pedro Marassi, Mario Artel, Carlos Peucelle – Alejandro de los Santos Sędzia: Alfredo D'Espósito – Widzowie: 7100                                                                       |
| 27 grudnia 1931 | San Lorenzo de Almagro – Atlanta Buenos Aires 5:3 Juan M. Baigorria, José B. Cortecci, José Fossa k, Santiago Martín (2) – José M. Casullo, Enrique Liberanone, Carlos Moyano Sędzia: Eduardo Forte – Widzowie: 1500 |
| 27 grudnia 1931 | Talleres Remedios de Escalada – Club Atlético Lanús 3:2 Luis Donato, Vicente Lucífero, Cilento k – Luis Federico, Ángel Montero Sędzia: Celestino Destaillats – Widzowie: 2300                                       |
| 27 grudnia 1931 | CA Tigre – Ferro Carril Oeste 1:3 Roberto Olmo – Salvador D’Alessandro, Oscar Sciarra, Francisco Sponda Sędzia: Enrique Escola – Widzowie: 400                                                                       |
| 27 grudnia 1931 | CA Vélez Sarsfield – Quilmes Athletic Buenos Aires 2:0 Luciano Aranda, Saúl Quiroga Sędzia: Arturo Legnazzi – Widzowie: 800                                                                                          |

### Kolejka 33
| Data            | Mecz |
| --------------- | --- |
| 2 stycznia 1932 | Boca Juniors – Talleres Remedios de Escalada 4:2 Roberto Cherro 25, Francisco Varallo 47k, 58k, Roberto Cherro 65 – Luis Donato 13, Vicente Lucífero 59                                                       |
| 2 stycznia 1932 | Quilmes Athletic Buenos Aires – Racing Club de Avellaneda 2:0 Leonardo Sandoval, Juan Mandile mecz rozegrany został na stadionie klubu River Plate Sędzia: Arturo Legnazzi – Widzowie: 6900                   |
| 3 stycznia 1932 | Atlanta Buenos Aires – Estudiantes La Plata 2:1 Guido Baztarrica (2) – Alejandro Scopelli mecz rozegrany został na stadionie klubu San Lorenzo de Almagro Sędzia: Consolatto Nai Foino – Widzowie: 9600       |
| 3 stycznia 1932 | Ferro Carril Oeste – CA Vélez Sarsfield 2:2 Oscar Sciarra, Hortensio Pellizari – Oscar De Dovitis, Juan Romano mecz rozegrany został na stadionie klubu River Plate Sędzia: Natalio Valdatta – Widzowie: 1500 |
| 3 stycznia 1932 | Gimnasia y Esgrima La Plata – Argentinos Juniors 0:0 Sędzia: Enrique Escola – Widzowie: 1700 |
| 3 stycznia 1932 | CA Huracán – Chacarita Juniors 2:0 Ramón Silva s, Herminio Masantonio Sędzia: José Bartolomé Macías – Widzowie: 3700                                                                                          |
| 3 stycznia 1932 | Independiente – CA Tigre 3:2 Luis Ravaschino, Juan Betinotti k, Manuel Seoane – Bernabé Ferreyra (2) Sędzia: Ricardo Espínola – Widzowie: 2900                                                                |
| 3 stycznia 1932 | Club Atlético Lanús – River Plate 0:1 Ricardo Zatelli mecz rozegrany został na stadionie klubu Racing Sędzia: Eduardo Forte – Widzowie: 4100                                                                  |
| 3 stycznia 1932 | CA Platense – San Lorenzo de Almagro 0:2 Santiago Martín (2) Sędzia: Celestino Destaillats – Widzowie: 8000                                                                                                   |

### Kolejka 34
| Data             | Mecz |
| ---------------- | --- |
| 6 stycznia 1932  | Argentinos Juniors – Quilmes Athletic Buenos Aires 4:4 Enrique Ruffo (2), José O. Gatti, Pascual Di Paola – Luis Ravello (3), Leonardo Sandoval Sędzia: Alfredo D'Espósito – Widzowie: 400 |
| 6 stycznia 1932  | Chacarita Juniors – Club Atlético Lanús 1:0 Marcos Díaz mecz rozegrany został na stadionie klubu Boca Juniors Sędzia: Celestino Destaillats – Widzowie: 900                                |
| 6 stycznia 1932  | Gimnasia y Esgrima La Plata – CA Huracán 1:1 Carlos Giúdice – Herminio Masantonio Sędzia: Ricardo Espínola – Widzowie: 2100                                                                |
| 6 stycznia 1932  | River Plate – Boca Juniors 0:3 Antonio Alberino, Ramón Mutis, Francisco Varallo Sędzia: Natalio Valdatta – Widzowie: 26 200                                                                |
| 6 stycznia 1932  | Racing Club de Avellaneda – Ferro Carril Oeste 3:2 Alberto Fassora (2), Alfredo Devicenzi – Francisco Sponda, Enrique Gainzaraín Sędzia: Ángel De Dominicis – Widzowie: 3700               |
| 6 stycznia 1932  | San Lorenzo de Almagro – Estudiantes La Plata 3:1 José Fossa k, Diego García, Fernando Rivas – Marcelino Padrón Sędzia: José Bartolomé Macías – Widzowie: 9900                             |
| 6 stycznia 1932  | Talleres Remedios de Escalada – Atlanta Buenos Aires 1:2 Cilento – José M. Casullo, Guido Baztarrica Sędzia: Eduardo Forte – Widzowie: 600                                                 |
| 6 stycznia 1932  | CA Tigre – CA Platense mecz został przełożony |
| 6 stycznia 1932  | CA Vélez Sarsfield – Independiente 2:3 Ángel Sobrino, Juan Romano – Antonio Sastre, Manuel Ramos, Roberto Porta Sędzia: Enrique Escola – Widzowie: 2200                                    |
| 13 stycznia 1932 | CA Tigre – CA Platense walkower dla Tigre Platense wycofał się |

### Końcowa tabela ligi zawodowej sezonu 1931
| Poz | Klub                          | Mecze | Zw | Rem | Por | Pkt | BrZd | BrStr |
| --- | ----------------------------- | ----- | -- | --- | --- | --- | ---- | ----- |
| 1   | Boca Juniors                  | 34    | 22 | 6   | 6   | 50  | 85   | 49    |
| 2   | San Lorenzo de Almagro        | 34    | 19 | 7   | 8   | 45  | 81   | 52    |
| 3   | Estudiantes La Plata          | 34    | 20 | 4   | 10  | 44  | 103  | 51    |
| 4   | River Plate                   | 34    | 19 | 6   | 9   | 44  | 63   | 39    |
| 5   | Racing Club de Avellaneda     | 34    | 19 | 5   | 10  | 43  | 81   | 51    |
| 6   | Independiente                 | 34    | 18 | 7   | 9   | 43  | 69   | 60    |
| 7   | Chacarita Juniors             | 34    | 18 | 6   | 10  | 42  | 63   | 58    |
| 8   | CA Huracán                    | 34    | 13 | 7   | 14  | 33  | 58   | 49    |
| 9   | CA Vélez Sarsfield            | 34    | 13 | 7   | 14  | 33  | 63   | 68    |
| 10  | Ferro Carril Oeste            | 34    | 12 | 8   | 14  | 32  | 60   | 74    |
| 11  | Argentinos Juniors            | 34    | 12 | 7   | 15  | 31  | 49   | 61    |
| 12  | Gimnasia y Esgrima La Plata   | 34    | 9  | 12  | 13  | 30  | 42   | 64    |
| 13  | CA Platense                   | 34    | 13 | 3   | 18  | 29  | 52   | 52    |
| 14  | Quilmes Athletic Buenos Aires | 34    | 12 | 5   | 17  | 29  | 53   | 62    |
| 15  | Talleres Remedios de Escalada | 34    | 11 | 2   | 21  | 24  | 48   | 68    |
| 16  | CA Tigre                      | 34    | 8  | 7   | 19  | 23  | 47   | 70    |
| 17  | Club Atlético Lanús           | 34    | 10 | 2   | 22  | 22  | 43   | 82    |
| 18  | Atlanta Buenos Aires          | 34    | 4  | 7   | 23  | 15  | 33   | 83    |

### Klasyfikacja strzelców bramek 1931
| Gole | Piłkarz             | Klub                 |
| ---- | ------------------- | -------------------- |
| 33   | Alberto Zozaya      | Estudiantes La Plata |
| 31   | Alejandro Scopelli  | Estudiantes La Plata |
| 27   | Francisco Varallo   | Boca Juniors         |
| 23   | Herminio Masantonio | CA Huracán           |
| 20   | Luis Sánchez        | CA Platense          |